# Panhard
Пана́р (фр. Panhard) — з 1891 року французький виробник автомобілів та військової техніки. Штаб-квартира розташовується в Парижі. 1965 року увійшла до складу компанії «Citroën». 2005 року Panhard викупила компанія «Auverland» і було створено корпорацію «Panhard General Defense». 2012 року «Panhard General Defense» викупила компанія «Renault Trucks Defense». Сьогодні компанія «Panhard» займається виробництвом військової техніки.

## Заснування компанії Panhard et Levassor (1891—1946)
Panhard — найстаріша марка, яка стала виробляти машини з моторами внутрішнього згоряння. Всім відомо, що в 1876 році Ніколаус Отто запатентував одноциліндровий ДВЗ, 1885 року Карл Бенц будує перший автомобіль, який запатентував 1886-го (він чекав рік, поки не скінчиться дія патенту Отто на 4-тактний двигун). 1888 року К. Бенц починає продавати одиничні екземпляри своїх автомобілів, але найбільшим європейським виробником авто на той час стає Франція.
Історія підприємства Panhard сходить до 1845 року, коли винахідник стрічкової пилки Жан-Луї Перін засновує фірму з виробництва столярного обладнання «Meubliers du faubourg» в Парижі, за адресою рю дю Фобур-Сент-Антуан. 1867 року в його підприємство приходить 26-річний випускник технічної школи Ecole Centrale Луї Франсуа Рене Панар, після чого фірма перейменовується в Perin, Panhard & Cie. 1872 року до підприємства приєднується приятель Панара по Ecole Centrale — Еміль Левассор, який був фахівцем з газових двигунів, Перін же бажає механізувати свої верстати.
1875 року фірма починає розглядати газові двигуни як один із об'єктів свого виробництва, і через рік починає виробляти їх за ліцензією Отто і Лангена (Карл Ойген Ланген побачив потенціал Отто в 1864 році і взяв до себе в напарники, разом вони створили газовий двигун, і потім заснували першу в світі фірму, яка виробляла двигуни, що працюють на газу, правда, вона збанкрутувала, і згодом Ланген заснував фірму Gasmotoren-Fabrik Deutz, яка жива і понині). Отримати право на виробництво вони змогли завдяки зв'язкам Левассора, який був знайомий з Едуардом Саразеном, бельгійцем, який представляв інтереси фірми Deutz в Бельгії та Франції.
Коли дія патентів Отто закінчується, починається активність у сфері 4-тактних двигунів, тому що Отто дуже ревно ставився до свого патенту і любив з усіма судитися, саме тоді Бенц, Даймлер з Майбахом та інші інженери активно починають працювати в галузі 4-тактних двигунів. 1886 року засновник французької фірми вмирає, і в назві компанії з'являється ім'я Левассора, відтепер фірма несе назву Sté Panhard & Levassor. 1888 року Готтліб Даймлер, який покинув фірму Deutz, винаходить свій двигун, що працює на бензині, який він, по старій дружбі, пропонує продавати в Бельгії та Франції своєму давньому знайомому — Саразену, а той, у свою чергу, — своєму приятелю — Левассору. Так Panhard & Levassor починає виробляти 2-циліндровий ДВЗ Даймлера, до речі, незабаром Левассор і Даймлер познайомляться особисто, і будуть дружити та ділитися своїми дослідами до кінця своїх днів. Однак, незабаром помирає Саразен, і права на патенти в двох країнах переходять у спадщину його вдові — Луїзі Саразен.
У 1889 році Панар і Левассор вирішують почати виробляти «самохідні вози», в цьому їм допомагає Арман Пежо, в травні 1890 року Левассор одружується на Луїзі Саразен, таким чином, питання з оплатою патенту відпадає. У вересні 1890 року Левассор пише листа Даймлеру, щоб той приїхав до Парижа для консультацій, тому що квадроцикл, спроєктований Арманом, ненадійний, побудувавши два прототипи, цей проєкт закинули.
У січні 1891 року Арман Пежо, не дивлячись на опір своєї сім'ї, експериментувати з автомобілями, використовує двигун Daimler V2, виготовлений на PL. Наприкінці липня 1891 року Еміль Левассор випробовує новий прототип, який прозвали «крабом».

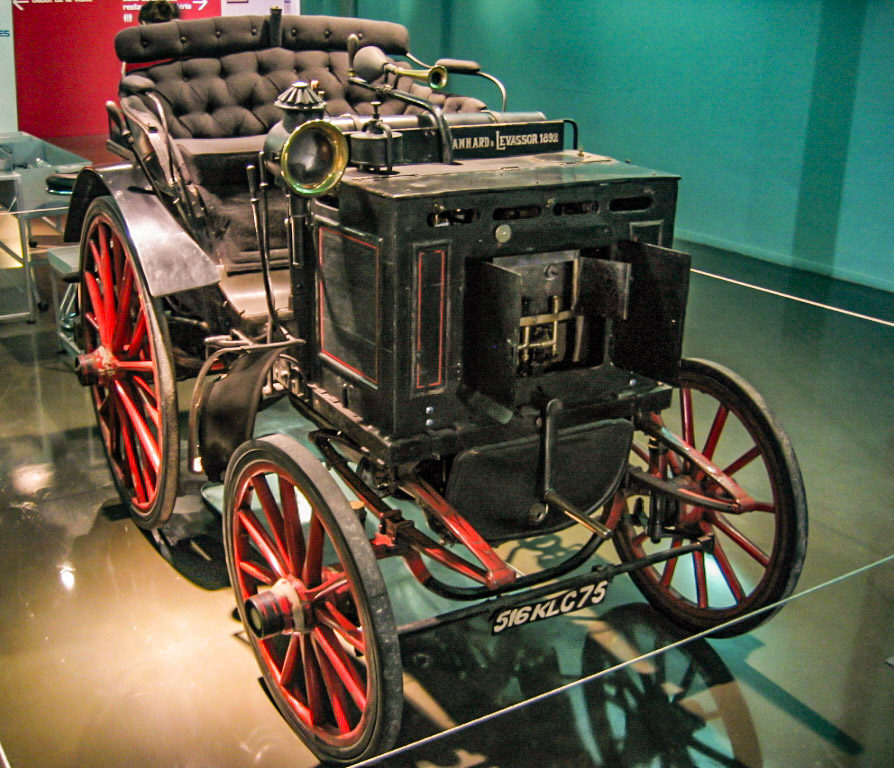
Panhard et Levassor P2D

Він мав 4 колеса, 2-сильний 1.1 л мотор встановили спереду, а тягові колеса — ззаду, до цього автомобілі мали заднє або центральне розташування двигуна, щоб максимально наблизити мотор до ведучого моста. Тепер же цей тип компонування, який тоді прозвали системою Панара, знаний як «класичне компонування». Коробка передач була 3-ступінчастою, причому передачі переключалися дуже жорстко, тому що синхронізаторів не було, і як говорив Левассор: «Так, конструкція груба, але вона їде». Вся конструкція спочивала на дерев'яній рамі, яка була взута в монолітні гумові покришки. Після вдалого випробування автомобіля в поїздці Порт-д'Іврі — Булонь і назад, Левассор вирішує запустити машину у виробництво.
У листопаді 1891 році починається «масове» виробництво автомобілів, фірма отримала замовлення на 30 машин, всі фірми, які будували автомобілі до цього, робили «штучний товар», в тому числі і Бенц, і Даймлер, останній взагалі більше спеціалізувався на двигунах для човнів, і навіть послав Левассору телеграму: «Вітаю, Ви — батько масового автомобіля».

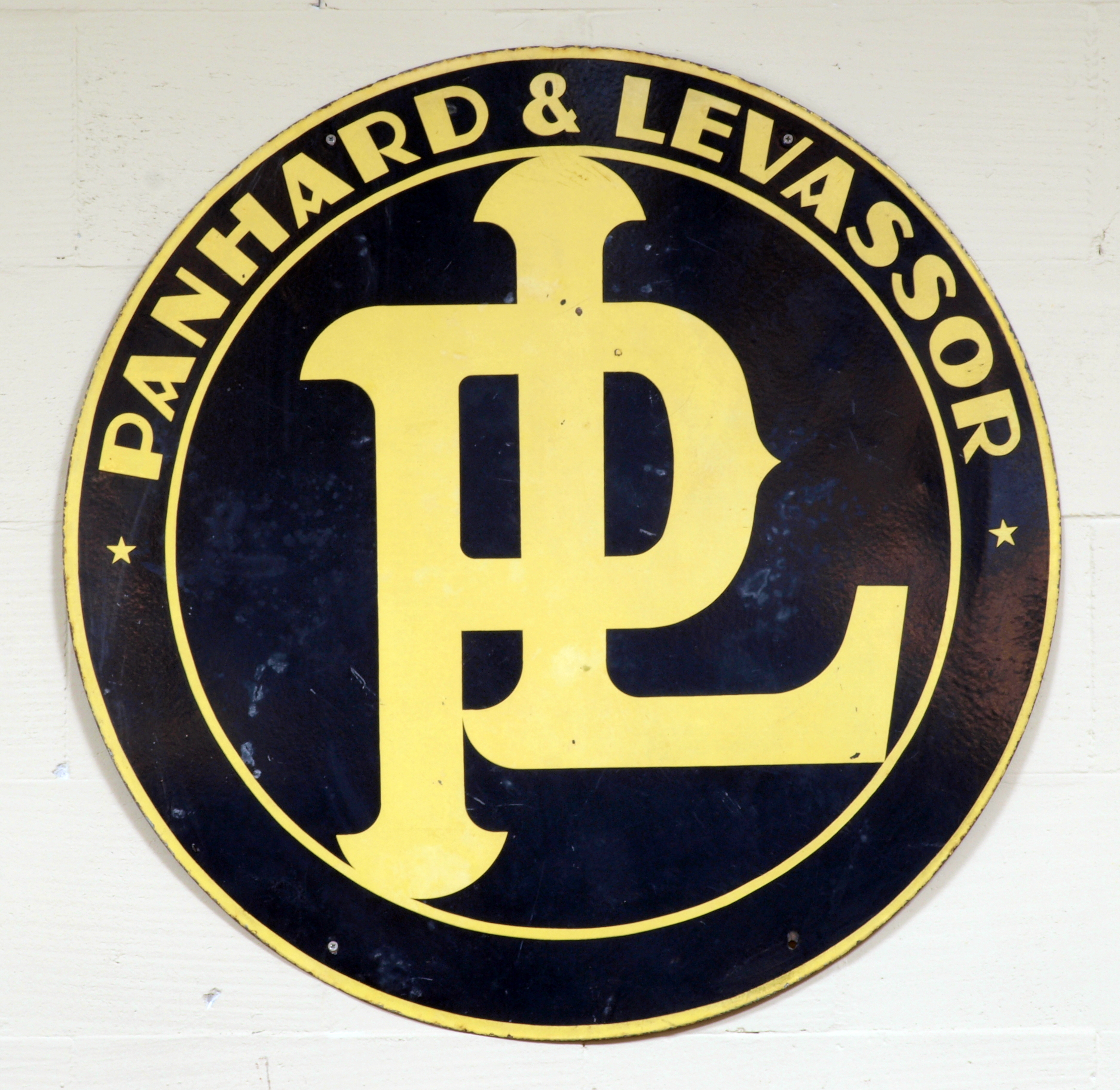
Логотип Panhard & Levassor

Одним з перших покупців у Франції став промисловець, що спеціалізується на електротехніці — Луї Морс, який згодом створить свою автомобільну фірму, також прославиться своєю участю в гонках, а поки він робить бізнес-поїздки на своїй машині, накатавши за рік 8000 км без великих поломок.
Автомобілі постійно модернізувалися, коробка передач отримала 4 ступені, з'явився і 4-сильний агрегат об'ємом 1.3 л. 1894 року фірма виготовила вже 90 автомобілів і 350 двигунів, з яких 80 було поставлено фірмі Peugeot. У червні 1894 року проходять гонки Париж-Руан, 69 екіпажів виявляють бажання взяти участь у перших змаганнях, але після 50 км відбіркових заїздів до гонок протяжністю за 126 км допускається тільки 25 машин. Не дивлячись на те, що першим приходить паровий De Dion, за кермом якого сидів граф Жюль-Альбер Де Діон, перемогу присуджують автомобілям марки Peugeot і Panhard & Levassor.
До речі, саме в цій гонці вперше було помічено автомобіль, у якого було кругле кермо, а не «хвіст корови», як тоді називали важіль управління, Альфред Вашерон встановив на свій P & L P2D 1893 року випуску кермове колесо, і в списках виступав на автомобілі імені себе — «Vacheron», попри те, що він прийшов 12-м до фінішу, кругле кермо зацікавило виробників автомобілів.
З 1895 року автомобілі фірми беруть участь у перегонах Париж-Бордо-Париж (1178 км), всього виставлено 16 автомобілів з ДВЗ, 7 — з паровою установкою і один електрокар (цікаво, як Жантод збирався підживлювати свій автомобіль). Еміль Левассор виступав на 1.2 л моделі 3.5НР, йому вдалося обігнати лідера гонки, графа Де Діона, який заливав воду в котел свого паровика, в підсумку Левассор тримав такий темп, що прийшов вночі до Бордо, коли всі спали, тому що за розрахунками перші екіпажі повинні були прийти куди пізніше, ніж приїхав Левассор. Левассор розбудив організаторів гонки, щоб ті зафіксували його результат, також його мав змінити водій для поїздки назад, проте ніхто з організаторів не знав, в якому готелі поселили змінника, в підсумку Левассор перехопив кілька бутербродів, випив келих шампанського, трохи прогулявся і вирушив у зворотний шлях. На зворотному шляху він зустрів барона Шевальє Рене де Кніфа, який також їхав на «Панарі» і який впав, почувши, за який час Левассор приїхав в Бордо, до речі, де Кніф став ініціатором і президентом Commission Sportive Internationale, яка нині відома нам як FIA.

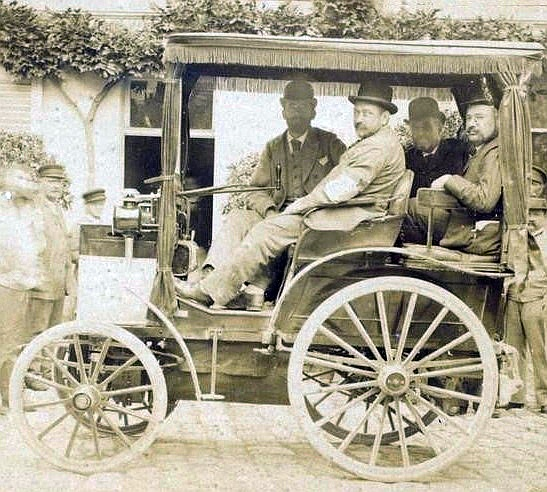
Еміль Левассор на Panhard et Levassor P2D

Левассор фінішує в Парижі через 48 годин і 47 хвилин після старту (звичайно, час, який він провів у Бордо, не зафіксовано), однак переможцем гонок визнається Арман Пежо, який фінішує другим через 11 годин, тому що машина Левассора везе лише одного пасажира — спостерігача гонок, в той час як «Пежо» везе чотирьох осіб, включаючи водія.
У цей час в багатьох країнах починають з'являтися експортовані новинки, так, наприклад, в Англії першою імпортною і другою за рахунком машиною став Panhard et Levassor 4HP, який придбав мандрівник Евелін Елліс, до речі, він був великим другом Фредеріка Сіммса, у якого і був перший у Британії автомобіль, до речі, обидва пани зіграють свої ролі в становленні найстарішої британської марки Daimler Motor Co. У цей рік машини як опція пропонуються покупцям з круглим кермом, а також з'являються моделі з новим 1.7 л рядним 2-циліндровим мотором Daimler серії Phöenix, ці машини отримують індекс Typ А, до речі «Панари» були першими автомобілями, які отримали закриті кузова.

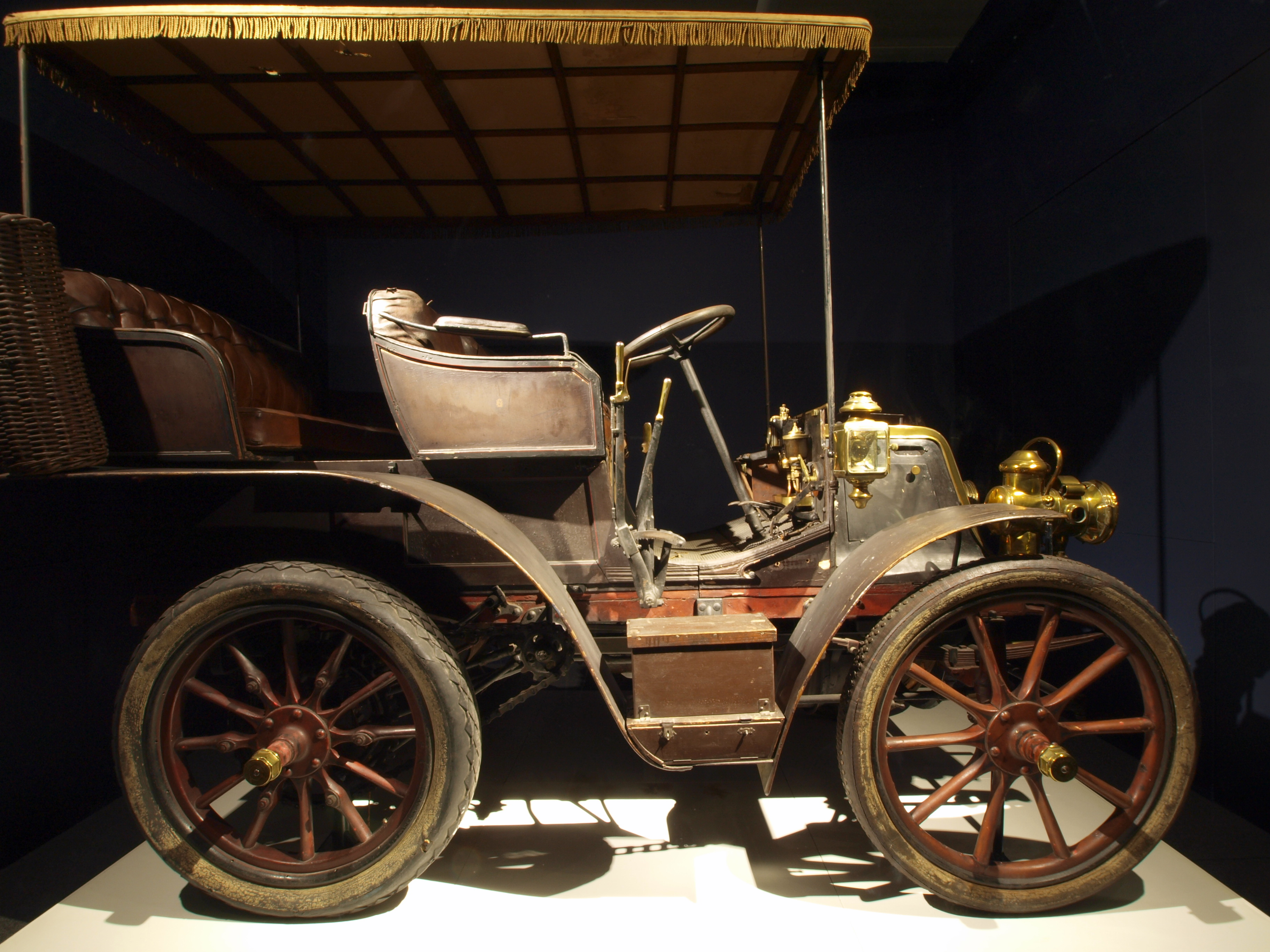
Panhard & Levassor A1 6CV

У 1896 році для гоночних машин використовуються 4-циліндрові 3.3 л Phöenix. На перегонах Париж-Марсель-Париж виставлено не дуже багато екіпажів, всього 13, з них 3 беруть участь на автомобілях марки P & L, це сам Еміль Левассор, вже відомий нам барон Рене де Кніф і Майад, до фінішу першим приходить Майад (до речі, його машину купить після гонок Чарльз Стюарт Ройс), другим приходить барон де Кніф, але Еміля Левассора на фініші все немає і немає, виявляється, що він намагався об'їхати собаку і, не впоравшись з керуванням автомобіля, вилетів з нього, отримавши численні травми.
У квітні 1897 року Левассор від отриманих травм помирає у віці 54 років, його смерть дуже сильно вдарила по Рене Панару. Незабаром йому вдається залучити у фірму на посаду виконавчого директора Артура Костянтина Кребса. Кребс був легендарною особистістю, ще в 1884 році він разом з Шарлем Ренаром побудував перший французький керований дирижабль (до речі, ця подія відбилася в новелі Жуля Верна «Робур-Завойовник»); в 1888 році Кребс разом з Густавом Зеде будують електричний підводний човен, який оснащений перископом і електричним гірокомпасом (до речі, обидві розробки Кребса), в 1896 році він патентує автомобіль, на якому вперше був використаний кастор (колеса знаходяться під кутом по відношенню до шасі), електромагнітна коробка передач і ліве розташування керма. 1897 року компанія стає акціонерним товариством, і Густав Адольф Клеман вливає мільйон франків у фірму Panhard et Levassor, натомість він отримує посаду директора заводу, плюс право на створення власної марки Clément-Panhard і виробництво автомобілів, винайдених Кребсом, вони мали трубчасту раму, 800-кубовий моторчик в 3.5 сили і електромагнітну коробку передач, яка не мала заднього ходу. Всього було побудовано близько 500 «возів».

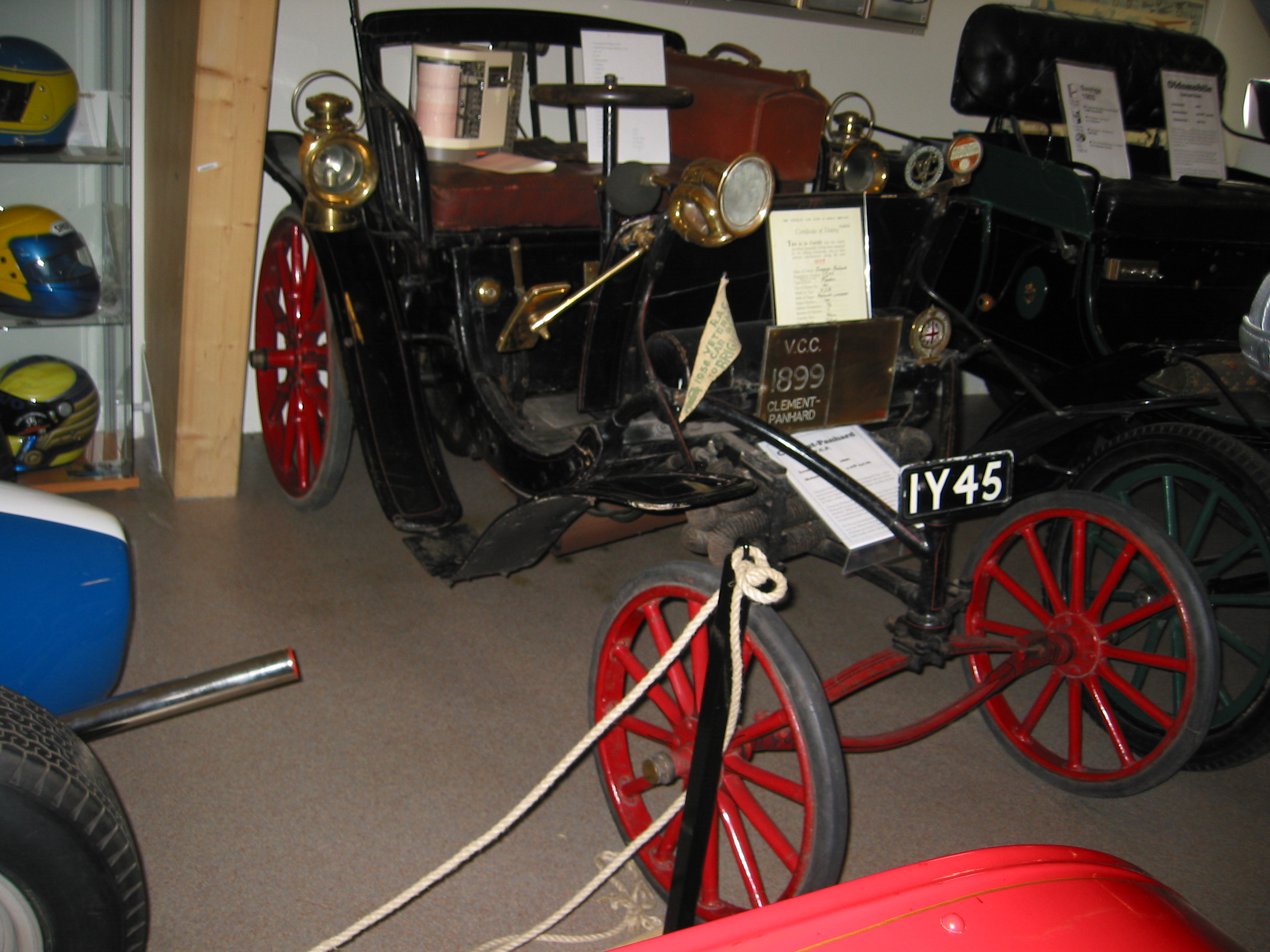
Clement-Panhard VGB

Тим часом Кребс займається доопрацюванням автомобілів P & L, так коробка передач отримує корпус з алюмінієвого сплаву в 1897 році, пневматичні покришки в 1898 році, тоді ж він встановлює кермо під нахилом на спортивну версію машини, яка виставлена на гонки Париж-Амстердам (цю гонку виграв Фернан Шаррон на Panhard & Levassor Type А 12CV).

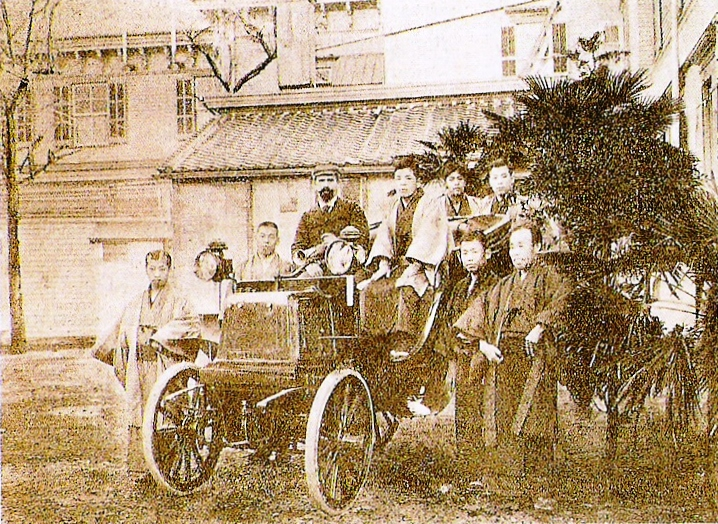
Panhard & Levassor Type А 12CV, що брав участь в гонках 1898 року

У 1898 році серійно починають випускати і 12-сильну 4-циліндрову модель, яка до цього була доступна тільки «заводській команді», крім неї з'являється 2-циліндровий 8-сильний агрегат об'ємом 2.2 л. Також триває низка перемог у змаганнях, так Жиль Ургіес виграє перегони Париж-Трувіль, Париж-Дьєп, Етьєн Жиро в марафоні Ліон-Урьяж-Ліон, Фернан Шаррон виграє в марафонах По-Байонна-По і Марсель-Ніцца, а також гонки Париж-Амстердам-Париж, Лес виграє кубок в гонках, що проходять в Парижі, а барон де Кніф — в Париж-Бордо, все це закріплює за маркою імідж непереможної, бо в 22-х змаганнях автомобілі цієї марки перемагали 15 раз, а головним суперником був на той момент фірма Mors винахідника і гонщика Морса. Наприкінці 19-го століття фірма починає встановлювати нові двигуни серії «Centaure» на автомобілі Type B, маючи чотири циліндри, вони розвивали потужність від 8 до 16 сил. Ці мотори були спроєктовані Кребсом, справа в тому, що після смерті Еміля Левассора право на ліцензію Даймлеровських моторів знову перейшло вдові, і тепер за кожен виготовлений двигун доводилося платити відсоток Луїзі Левассор.
У цей час автомобілі марки все ще тримають реноме спортивних автомобілів, виграючи гонки Париж-Руан-Париж, Париж-Остенде або Париж-Булонь (ці гонки переміг Леонс Жірордо), або Париж-Бордо в яких перемогу здобув Фернан Шаррон, барон де Кніф перемагає в 1899 році в Тур де Франс, однак фірмі все важче утримувати лаври переможця, автомобілізація розвивається, а разом з нею з'являються і нові дійові особи, які не хочуть задовольнятися ролями другого плану.
У 1900 році у Франції проходять перші гонки на «Кубок Гордона Беннета», ініційовані американським мультимільйонером Джеймсом Гордоном Беннетом, проте регламент гонок був суворим, вага автомобіля не повинна була перевищувати тонну, а P & L будували свої спортивні версії шляхом збільшення об'єму мотора, більший мотор розвивав більшу потужність, і якщо автомобілі фірми ще здобули перемогу в гонках 1900 (Ф. Шаррон) і 1901 (Л. Жірардо) років, то далі починається низка невдач, спочатку вони програють гонку Париж-Берлін через часті проколи покришок, потім в 1902 році, під час марафону Париж-Відень баронові де Кніфу бракує всього 30 км до фінішу, коли машина ламається, справедливості заради треба сказати, що Анрі Фарман, який виступав також на «Панарі», приходить першим у своєму класі, до речі, ці спортивні автомобілі оснащені механічними гальмами всіх коліс. «Непереможного» починають витісняти Mercedes та Richard-Brasier. 1903 року проходить «Кубок Беннета» за маршрутом Париж-Мадрид, фірма готує чотирнадцять 80-сильних (15.5 л) машин і дві з моторами потужністю в 40 сил (13.5 л), одна з 80-сильних машин, пілотованих бельгійцем П'єром де Граве, приходить першою на гонках в Арденнах, що послужило хорошим знаком, проте на марафоні Париж-Мадрид першим до фінішу приходить Дженатзі на єдиному «Мерседесі», що дійшов до фінішу, слідом за ним незабаром фінішують «Панари».
Після цих невдач головний інженер фірми Кребс, порадившись з Рене Панаром, вирішує покинути гонки і переключитися на виробництво консервативних багатолітрових солідних автомобілів для заможних представників середнього класу, незабаром на автосалоні публіці представлені моделі: 8НР, яка мала модний 3-циліндровий двигун об'ємом 1.8 л, цей мотор розташовувався під сидінням водія; а також автомобілі з «класичним компонуванням» Тур U — 18НР (5.3 л), 24НР і 35НР.
Не дивлячись на деякі інновації, як, наприклад, автоматичний карбюратор, деталі зі сплавів, розбірні головки двигунів, були в конструкції і архаїзми, на зразок дерев'яної рами або ланцюгового приводу. 1904 року на базі спортивної моделі будується 10.6 л автомобіль потужністю 50 сил — Typ Q, цей дорогий і великий автомобіль замовило за весь час виробництва тільки 79 осіб.

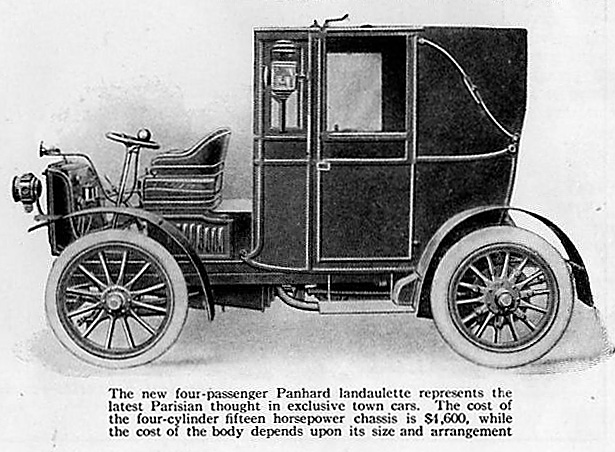
Panhard & Levassor Double Phaeton

В цей же час Кребс через свої зв'язки у військовому відомстві починає просувати техніку для французької армії як артилерійських тягачів, для цього створюється фірма Chatillon-Panhard, яка випускає повнопривідні вантажівки, броньовики, а вантажівки під маркою Panhard et Levassor пішли у виробництво ще в 1900 році.
У 1906 році все-таки будується гоночний 18-літровий 120-сильний автомобіль, який бере участь в «Кубку Вандербільта», проте Хіт приходить до фінішу всього-лише шостим, в 1907 році вимоги до машин посилюються, і спортивна машина оснащена всього-лише 15-літровим мотором, який розвиває 100 сил, проте і вона не приносить удачі, тоді ж, в 1907 році, з'являється модель Тур U2 18/30HP (4 л), яка отримує багатодискове зчеплення і карданний привід заднього моста. 1908 року будується 3 спортивних автомобіля з 12-ма літрами і 95 силами під капотом, однак Кіссак, який показував найкращий час серед цих трьох автомобілів, гине, після того як його машина втрачає управління після розриву покришки, а Хіт і Фарман приходять в загальному заліку 9-м і 23-м, Рене Панар остаточно вирішує піти зі спорту. Крім невдач у спорті, у фірми й інші проблеми — автомобілі застарілої конструкції занадто дорогі, продажі не йдуть, і Рене Панар передає кермо влади фірмою своєму єдиному синові Іполиту Панару, і незабаром після цього Рене Панар залишає цей тлінний світ. З приходом до влади Іполита і його кузена Поля Панара вносяться зміни в конструкцію автомобілів, тепер рами виготовляються з металу. Через рік Артур Кребс, який часто відвідував США і допомагав Генрі Форду судитись із шарлатаном Джорджем Селденом, (який запевняв, що це він винайшов автомобіль і патент на будь-який автомобіль належить йому, до речі, всі американські виробники відстібали цій людині гроші, крім Генрі Форда, через що і почався розгляд в суді), захоплюється ідеєю безклапанних (золотникових) двигунів Найта. Система Найта була винайдена приблизно в 1905 році і складалася з муфти, що вільно ковзала всередині циліндра, а всередині неї вільно ковзала інша муфта, поршень же рухався усередині внутрішньої муфти. Муфти переміщалися вгору і вниз всередині циліндра, а канали, прорізані в муфтах, були розташовані так, щоб забезпечувати відкриття каналів циліндра в необхідний час.
У 1910 році фірма починає виробництво таких двигунів, а поки в каталогах фірми можна зустріти автомобілі як з традиційною клапанною схемою, так і нові для Франції золотникові двигуни. Так виробничу програму складають моделі з клапанними механізмами: 8НР, 10НР і Туре Х5 12НР (3.4 л), Туре Х12 22НР (4.1 л), а також 6-циліндрові Туре Х8 18НР (3.6 л) і здоровенний 75НР, а золотникові моделі представлені двома варіантами: Туре Х17 15НР (2.6 л) або Туре Х19 15НР в спортивній версії, пізніше для військового відомства з'явиться модель Туре Х26 16НР з 3.2 л мотором.
У цей час фірма відмовляється від 2-циліндрових, а до 1914 року відмовляється і від 4-циліндрових молодших моделей 8НР і 10НР, через два роки на пенсію йде Кребс, але завдяки його напрацьованим зв'язкам фірма залишається на плаву, поставляючи техніку французькій армії. Місце Кребса займає Поль Панар, племінник Рене Панара.
Після війни в країні панувала розруха, інфляція і безробіття, тому дорогі автомобілі мало кому були по кишені, фірма вирішує відновити виробництво довоєнної моделі 10НР, яка тепер перейменована в 10CV, однак її виробництво тривало до 1922 року, коли була підготовлена золотникова малолітражка X37 10CV з 1.5 л мотором, окрім неї у виробництві була модель Х26 16CV з 3.2 л мотором, а також модель X36 з тим же мотором, але на довшому шасі, крім цих машин з'явився перший у світі 8-циліндровий автомобіль системи Найта, це була модель X38 32CV з 6.3 л мотором.
Так що з 1922 року фірма припиняє виробництво клапанних моторів, виробляючи суто золотникові моделі, з 1924 року всі моделі оснащуються гальмами всіх коліс і 4-ступінчастою трансмісією, в цьому ж році фірма купує підприємство Delaugère & Clayette в Орлеані, яке роблять цехом з виготовлення кузовів для власних шасі.
У 1925 році 4.8 л модель X49 Sport SS 20CV під управлінням Моріса Бретона ставить рекорд швидкості в 185 км/год, а через рік з'являється амбітніша модель з 8-літровим рядним 8-циліндровим 290-сильним мотором — Monoplace 35CV. Поль Панар, на відміну від Кребса, був любителем спорту, і цей проєкт народився з бажання Поля довести світові, що у безклапанного двигуна є потенціал. Шарль Ортманс ставить рекорд у 200 км/год, затьмаривши рекорд Бретона, а через 6 років Джордж Істон розвине на цій же машині 214 км/год. Марнославство Поля Панара винагороджено, правда ціною загибелі Бретона, який загине в ході пробних заїздів на 8-циліндровому боліді.

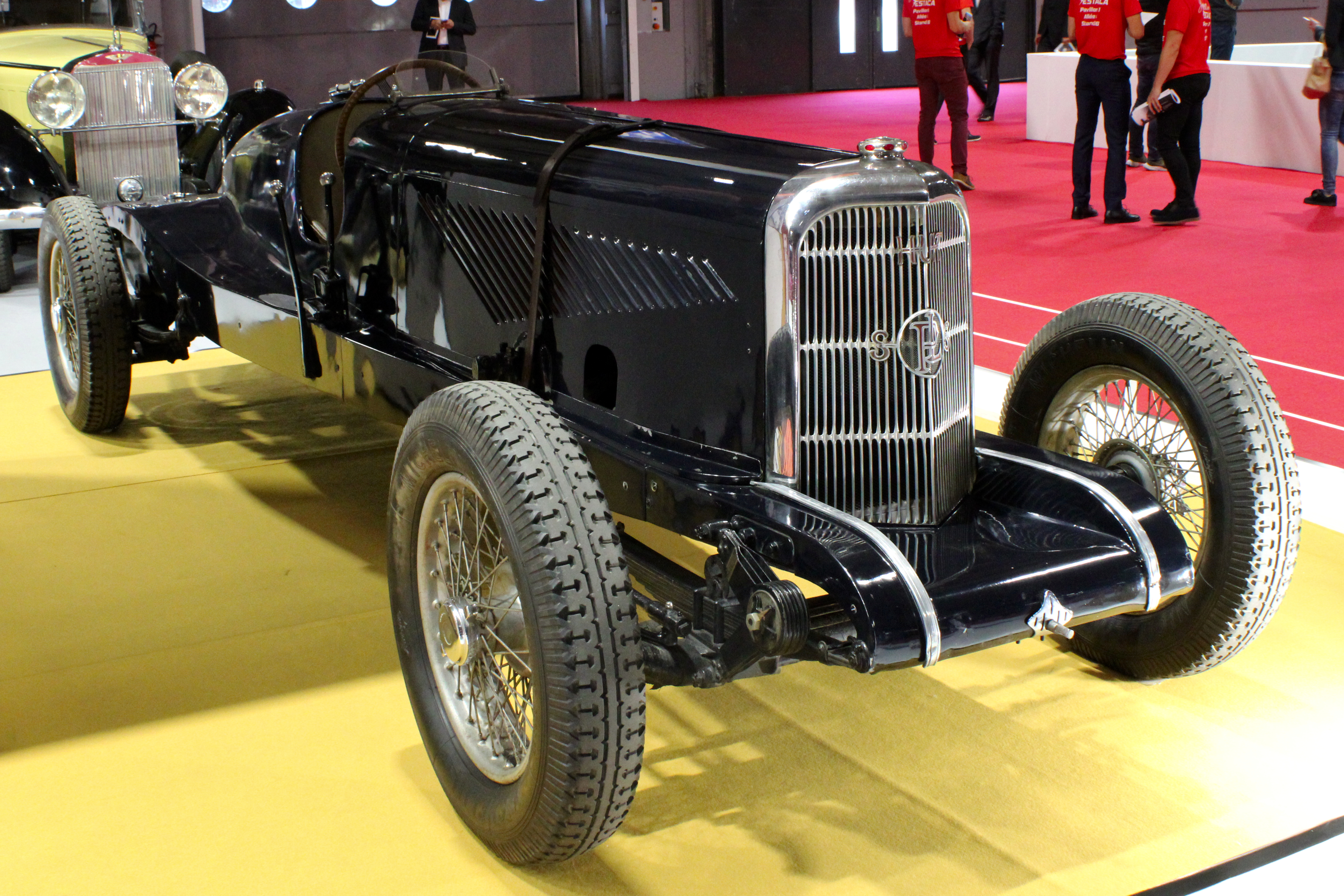
Panhard & Levassor Monoplace 35CV

Наприкінці 1926 року модельний ряд поповнюється 6-циліндровими моделями, що складається з: X57 16CV, X59 10CV і X63 12CV, їх поява була викликана активністю американських фірм, які також випускали автомобілі із золотниковими двигунами, що мали в своїй гаммі якраз 6-циліндрові автомобілі, Panhard і його конкурент по золотникових моторах Voisin таких в своїй гаммі на той момент не мали. Виробництво 4-циліндрових версій припиняється.
Наприкінці 1929 року з'являються нові версії автомобілів: X66 6DS 20CV з 3.5 л мотором і X67 8DS 29CV з 6.3 л, індекс «S» був скороченням від «surbaissé», що означало «низька рама». Автором кузовів був Луї Біон. Окрім нового шасі, машини отримали відому нині по багатьох автомобілях «тягу Панара».

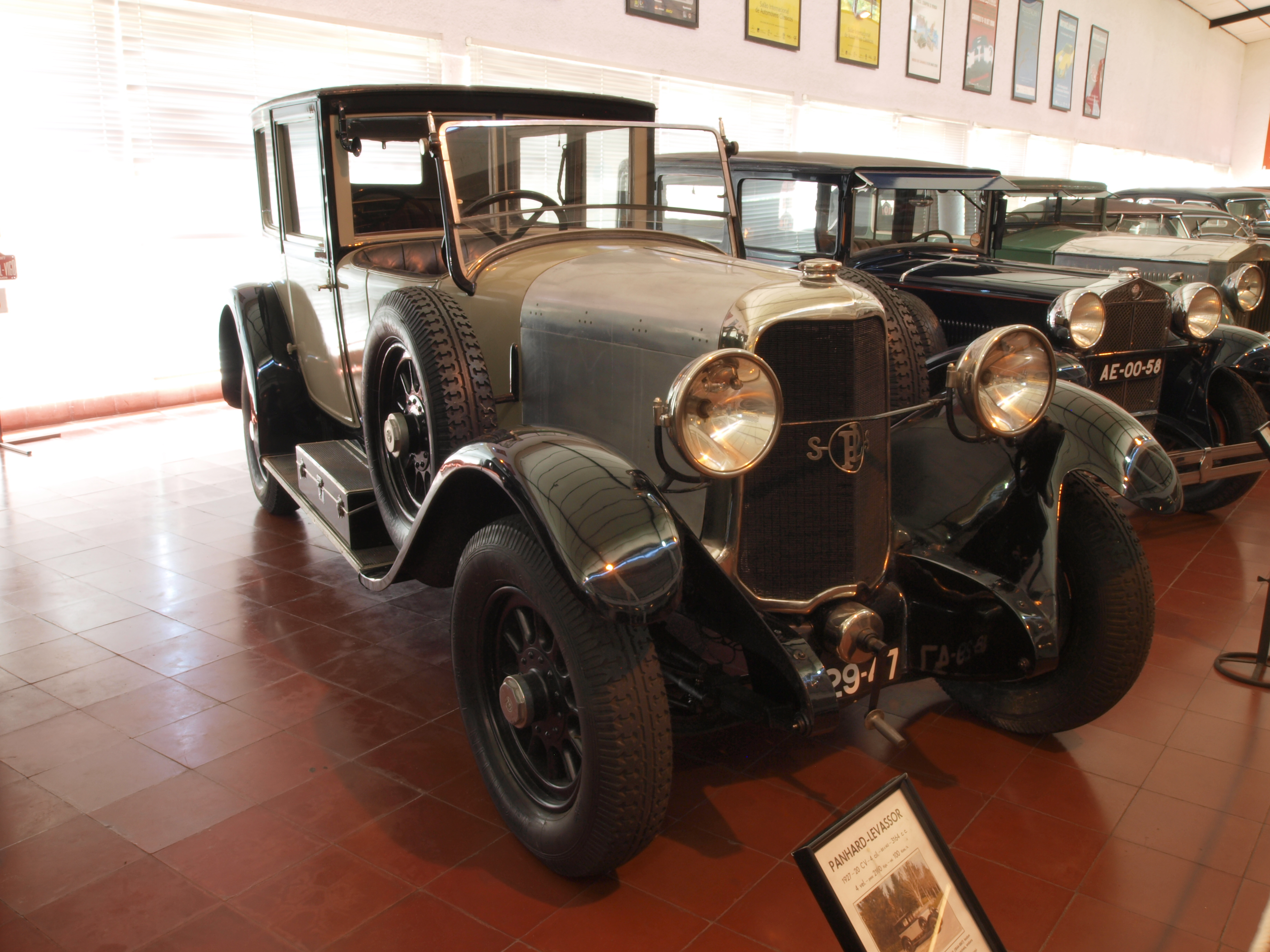
Panhard & Levassor X67 20CV

Так як з виробничої програми пропали молодші моделі, а на одних дорогих було не прожити, то в 1931 році з'являється 2.3 л версія 6-циліндрової машини Х68 6CS 13HP, ще через рік модельний ряд розширюється завдяки моделям X69 6CS RL 14CV (2.5 л) і X66 6DS RL 23CV (4 л), які оснащені коробкою передач з вільним маховиком і сервоприводом зчеплення.
Модельний ряд був незмінним до 1934 року, поки не з'явилася оновлена модель Panoramique, здалеку могло здатися, що кузов залишився без змін, але насправді секція лобового скла стала складатися з трьох частин, а двері були розширені, його автором, як і раніше, став Біон, «панорамний» кузов одягли на всі шасі, починаючи з 2.5 л моделі X72 6CS RL 14CV, яка пропонувалася і зі старим кузовом, і тільки з панорамним кузовом випускалися: модель X73 6DS 27CV з 4.8 л 125-сильним мотором і 8-циліндрова модель, яка отримує новий мотор зменшеного об'єму (з 6.3 л до 5.1 л) і новий індекс X74 8DS 29CV.

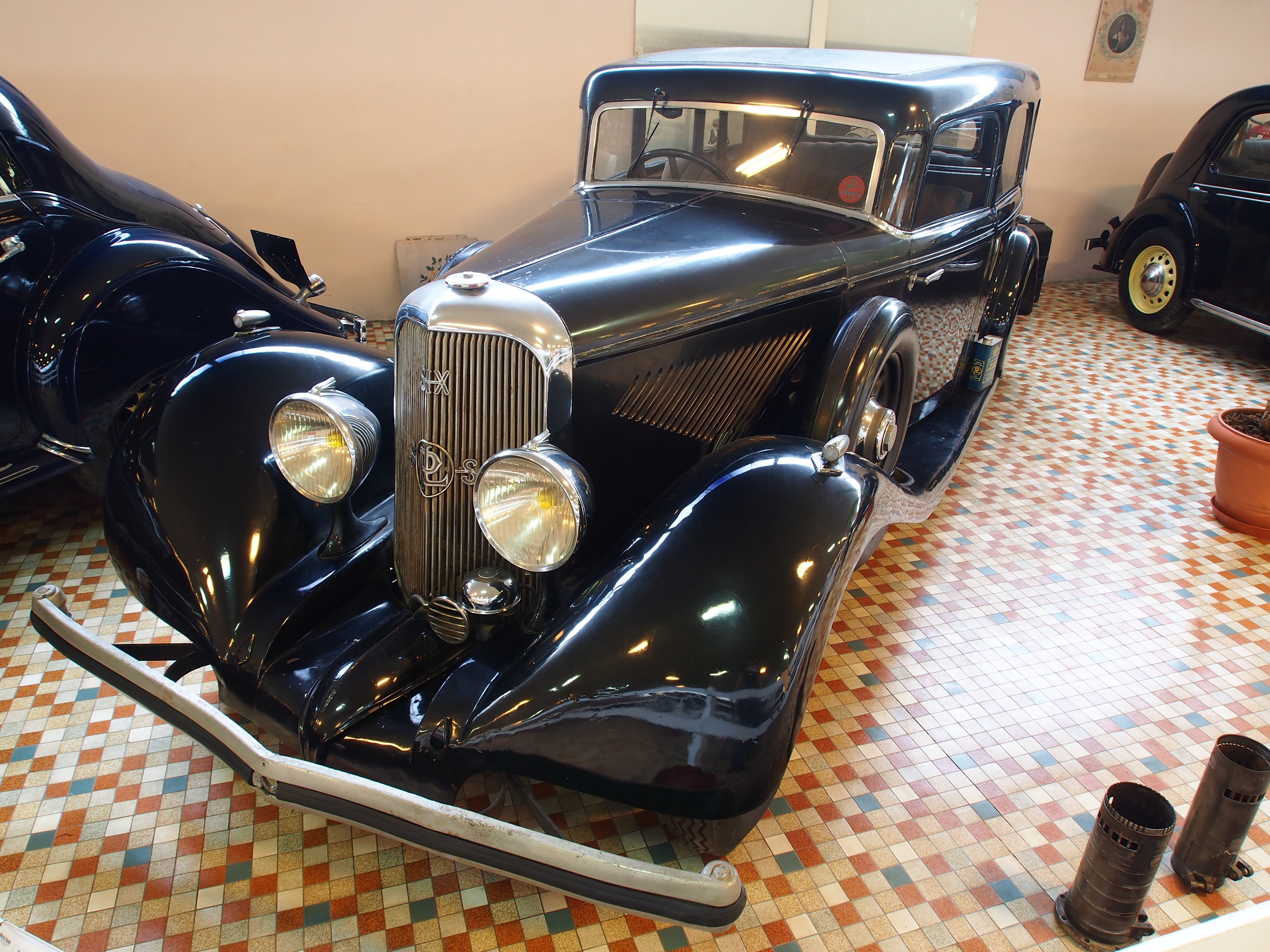
Panhard & Levassor Panoramique X73 27CV Berline

Саме цей час вважається новим світанком фірми, продажі йдуть досить непогано, в травні 1936 року з'являється ще одна нова, більш вигадлива модель, виконана в стилі Ар Деко. Це була повністю нова машина з трубчастою рамою, незалежною торсіонною підвіскою всіх коліс, гідравлічним приводом гальм, широким суцільнометалевим кузовом (спереду поміщалося 3 людини, а ззаду — і зовсім 4), до речі, кермо у машини було посередині. Як мотори на машини встановили 2.5 л (Dynamic 130 14CV X76) і 2.9 л (Dynamic 140 16CV X77), обидва варіанти оснащувалися 5-ма типами кузовів.

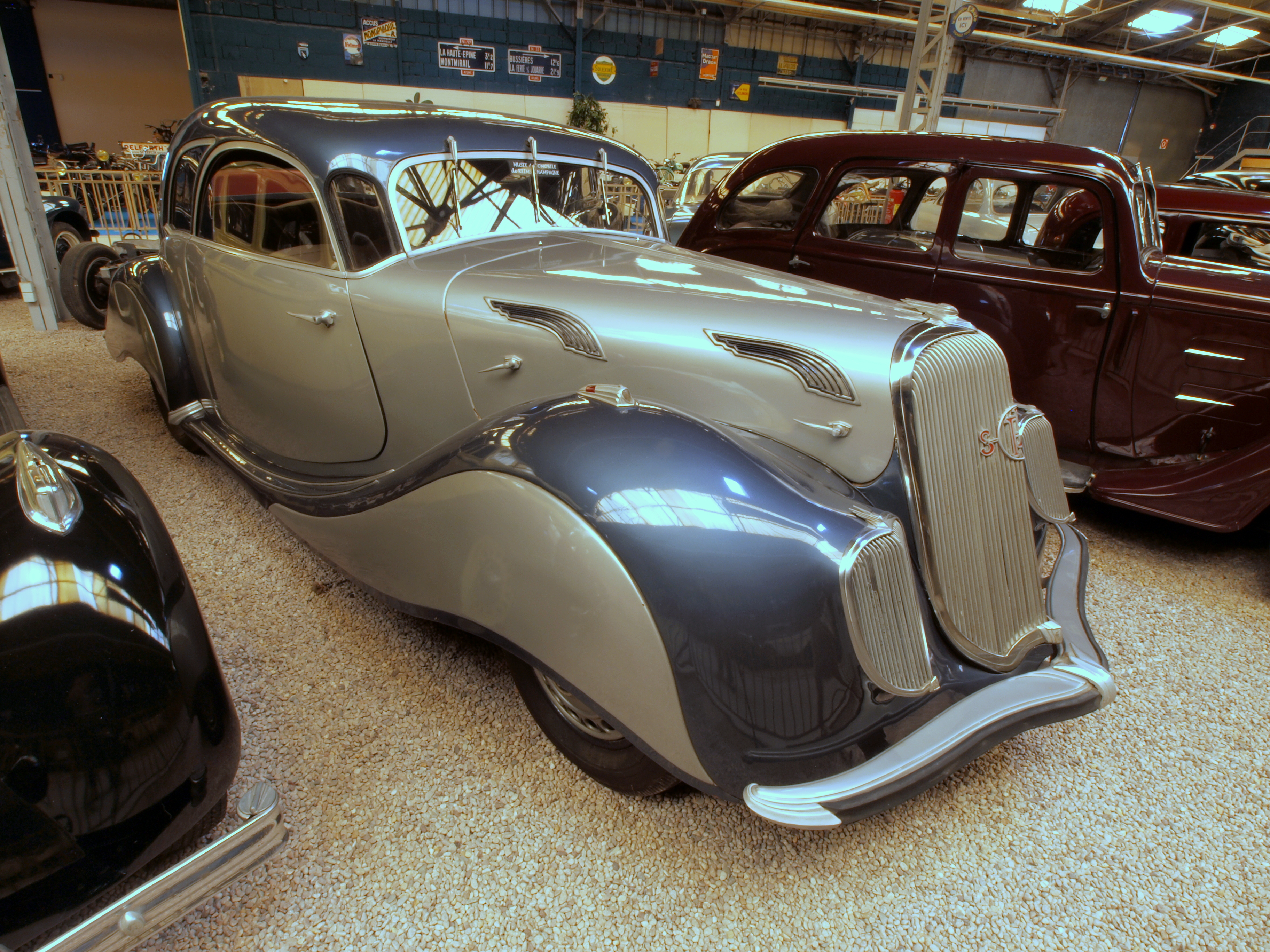
Panhard & Levassor Dynamic 130 14CV Х76 Berline Parisienne

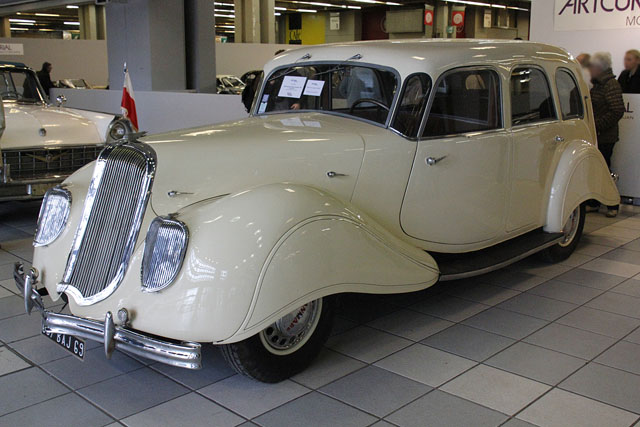
Panhard & Levassor Dynamic 140 16CV Х77

Через рік після початку продажів серію Panoramique знімають з виробництва, а Dynamic отримує потужнішу версію з 3.8 л мотором — 160 22CV X80. Однак епатажна модель не мала такий успіх, як попередниця, і в цей час фірма виживає завдяки військовим замовленням, тому що весь цей час продовжує випускати військову колісну техніку.
У 1939 році машину оновлюють, перенісши кермо на традиційну для люксових французьких автомобілів ліву сторону, з модельного ряду пропадає 2.5 л версія, 2.9 л отримує індекс X81, а 3.8 л — X82. 1940 року виробництво автомобілів припиняється, а зі смертю Іполита Панара біля керма компанії стає його кузен — Поль Панар. Епоха розкішних Panhard et Levassor підійшла до свого кінця.

## Компанія Panhard
Під час війни керівництво фірми на чолі з Полем Панаром розуміє, що післявоєнні часи будуть складними і, як у випадку з ситуацією, що склалася після Першої світової, дорогі автомобілі стануть непопулярними. Щоб залишитися на плаву у важкі роки, йдуть роботи над «Малим автомобілем» (фр. Voiture Petite) — автомобільчиком завдовжки 3,1 м з 2-циліндровим алюмінієвим двигуном з повітряним охолодженням, об'ємом в 250 см3. Проте в ході роботи об'єм мотора було вирішено збільшити до 350 см3.
Роботи над проєктом були в повному розпалі, коли раптом Полю Панару на очі потрапляє проєкт Aluminium Français-Grégoire, розроблений талановитим французьким інженером Грегуаром. Його прототип мав алюмінієвий тримальний кузов, незалежну підвіску всіх коліс і передній привід, 600-см3 мотор розвивав 15 к. с. й комплектувався 3-ступеневою коробкою передач. Розробка Грегуара зацікавила багатьох підприємців, бажання викупити проєкт після війни виявляли британські Kendall, австралійський Hartnett і французька Simca, але точки в цьому проєкті розставили хлопці з «Панара», хоча перераховані фірми використовували напрацювання Грегуара.
Проєкт, названий VP-2, був готовий восени 1946 р., коли публіці була представлена машина Panhard Dyna 100 X84, з торгової назви автомобілів зникло прізвище Левассора, а назва Dyna повинна була асоціюватися з довоєнним Dynamic, який, до речі, після війни можна було замовити аж до 1948 р., бо на складі збереглися комплектуючі до цієї моделі, але таких замовлень було небагато, і офіційно в післявоєнних каталогах ця модель не фігурувала.

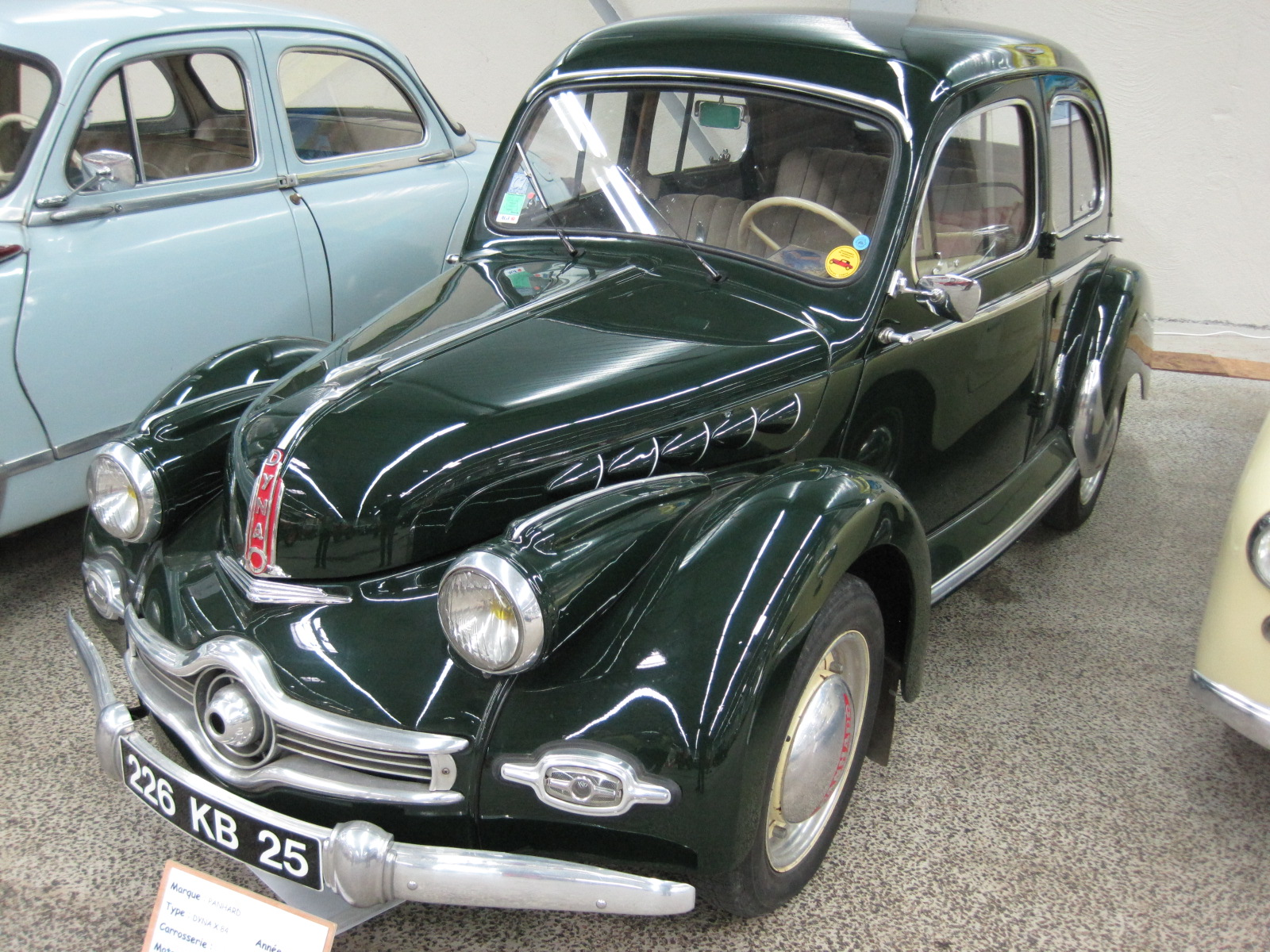
Panhard Dyna 100 3CV X84

Після Другої світової наступають складні часи, виробники представницьких автомобілів зазнають великих труднощів. До влади приходять соціалісти на чолі з де Голлем. Рено і Бугатті націоналізують за співпрацю з фашистами. Також оголошується план Пона, за яким державою субсидуються тільки виробники малолітражних чи комерційних автомобілів. Так що з новинкою фірма потрапила в яблучко.
Кузов машини був перероблений, він став 4-дверним закритим седаном, рама, як і кузов, були побудовані з алюмінієвих сплавів, для рами — важчі і міцніші, для кузова — легші, обидві поставлялися фірмою Facel-Métallon. Двоциліндровий опозитний двигун з повітряним охолодженням мав робочий об'єм 600 см3 і потужність в 22 к. с. Бездискові колеса прикручувалися прямо до гальмівних барабанів. Продажі стартують рівно через рік, машина виходить набагато кращою за конкурентів, але його найближчий конкурент — задньомоторний Renault 4, обходить його з продажу завдяки нижчій ціні.
У листопаді 1948 р. публіці показують 3-дверну версію Furgonette, яка отримує змінені корпуси фар, які переходить в передні крила, так само інше оформлення передка, таке ж оперення отримують і седани.
Крім цього, в жовтні були продемонстровані можливості фірми за допомогою прототипу Dynavia, обтічний алюмінієвий кузов якого мав коефіцієнт опору (Сх) 0,279, а мотор був форсований до 28 к. с., що разом дозволило 600-кубовій машині розвивати до 130 км/год, при тому, що серійна машина розвивала всього 100 км/год (що, до речі, і відображено в назві Dyna 100).

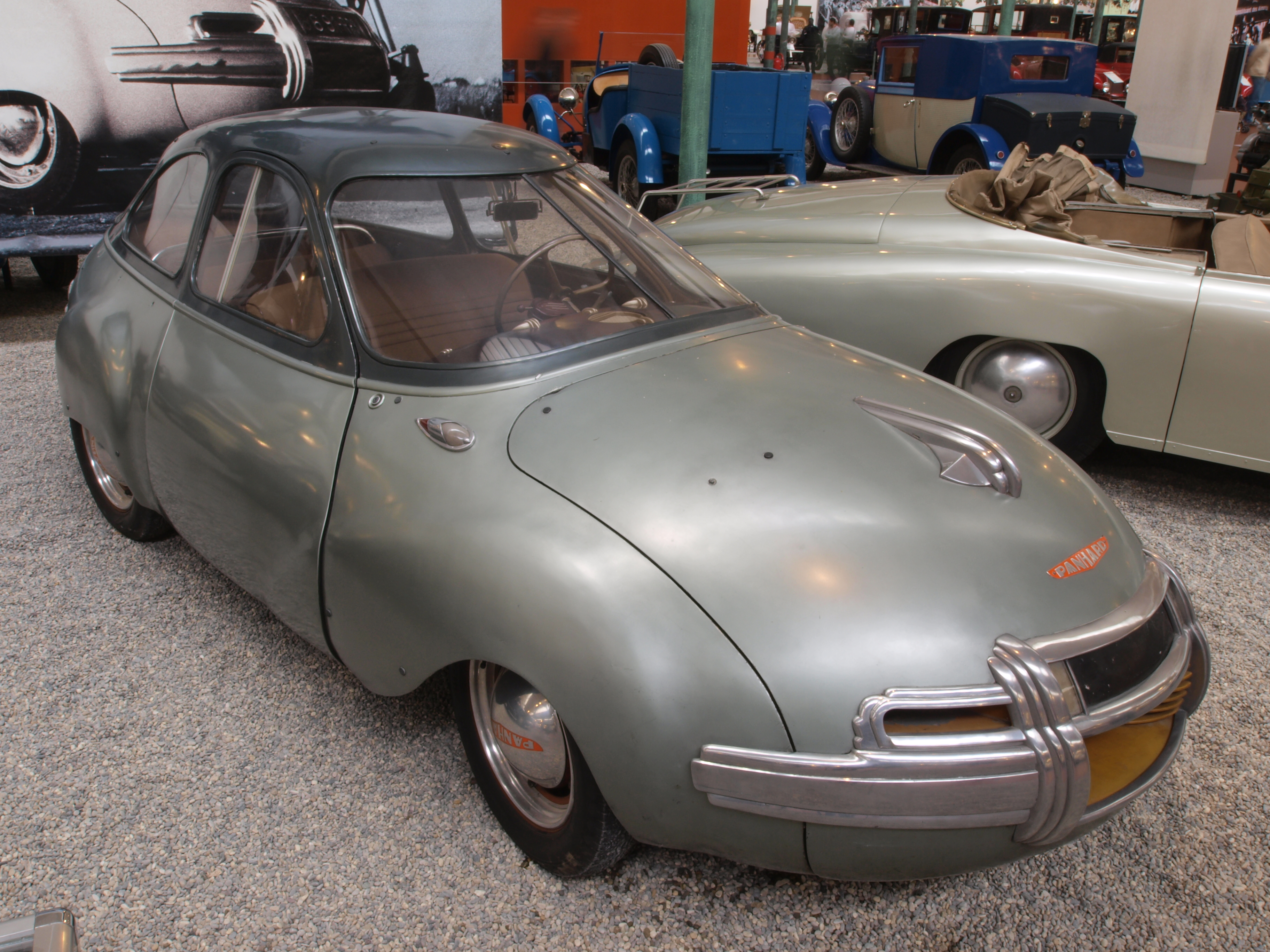
Panhard Dynavia

Наприкінці 1949 р. в продажу з'являється Dyna 110 X85, яка оснащена мотором від прототипу Dynavia, 610-см3 мотор форсований до 28 к. с., завдяки чому машина розвивала 110 км/год. Машина отримала нове оформлення передка, щоб поліпшити охолодження двигуна, до речі, саме передок породив прізвисько машини, яку стали називати «Луї П'ятнадцятий», правда було ще одне, образливе прізвисько — «Жаба». Також модельний ряд розширився за рахунок фургона, пікапа і, найголовніше, кабріолета.

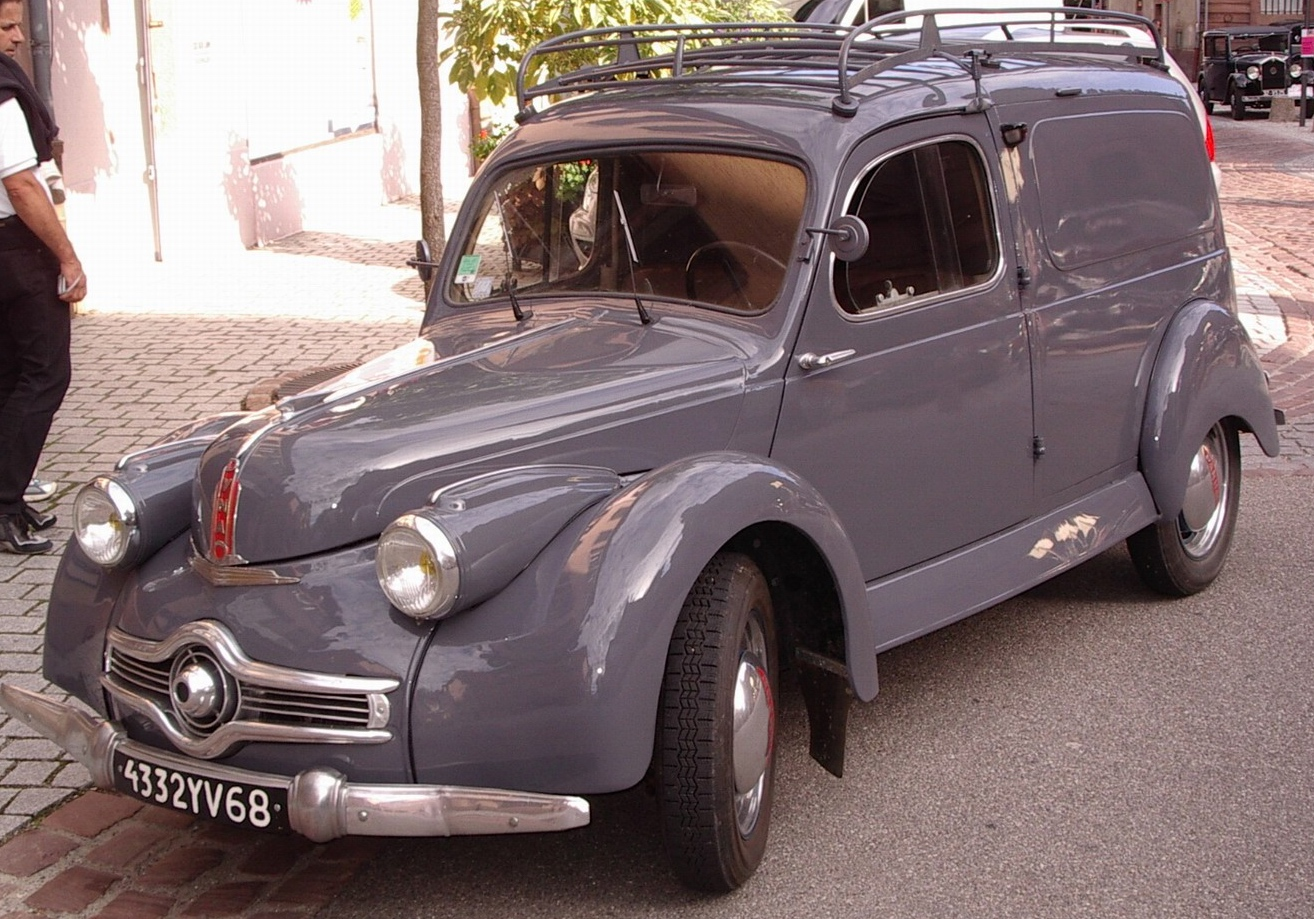
Panhard Dyna 110 3CV X85 Utility

У березні 1950 року виходить у світ Dyna 120 4CV X86, мотор якої збільшений до 745 см3, і потужність — до 33 к. с., тепер машина розвиває 120 км/год, дизайн машини знову перероблений, додалися «літакові» прорізи на капоті.

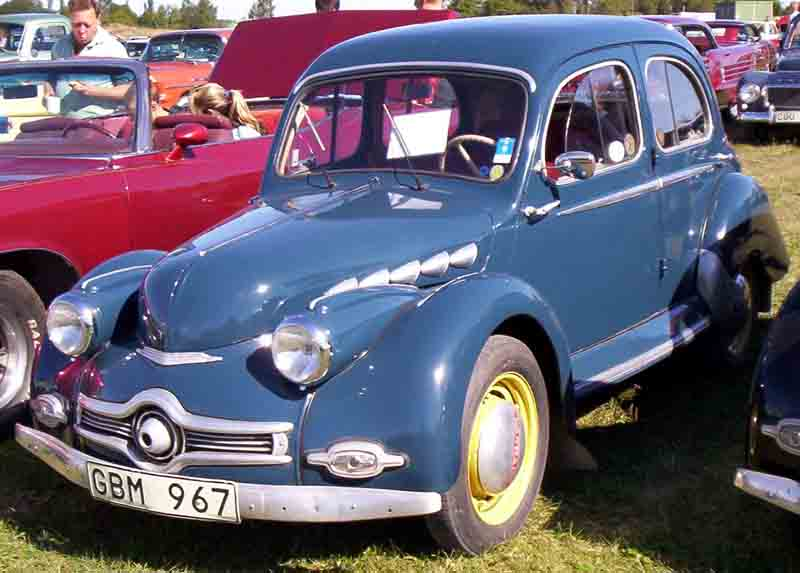
Panhard Dyna 120 4CV X86

У цей же період фірма DB, заснована Шарлем Дойчем і Рене Бонне, починає будувати свої автомобілі, використовуючи вузли від Panhard Dyna і виставляючи свої автомобілі на всілякі гонки, і досить успішно беручи участь в них. Але якщо DB будували свої машини з використанням вузлів легкових «Панарів», то в Німеччині покупці французької машини могли одягнути на шасі X86 кузов типу купе або родстер, які пропонувала фірма Veritas, правда самі кузова будувалися фірмою Baur зі Штутгарта.
В 1951 році покупці 120-ї моделі можуть замовити замість стандартної 3-ступінчастої коробки передач з овердрайвом і автоматичну, також з трьома ступенями. Тоді ж на базі фургона з'являється 3-дверний універсал Dyna Break X187. А в Італії дилером на ім'я Крепалді починається продаж версії купе, яку будує кузовна фірма Allemano на шасі моделі Dyna X86, до речі, кузов був спроєктований Мікелотті, легка машинка (вагою в 550 кг) розвивала 135 км/год, що було реально багато для того часу для машини цього класу. Відкриту версію своїм покупцям запропонував і паризький дилер фірми Раймон Гайяр, який дав своєму варіанту ім'я Callista Ranelagh (а на ділі це була адреса його контори), до речі, один з кабріолетів брав участь в Ле-Мані, але прийшов в загальному заліку 28-м.

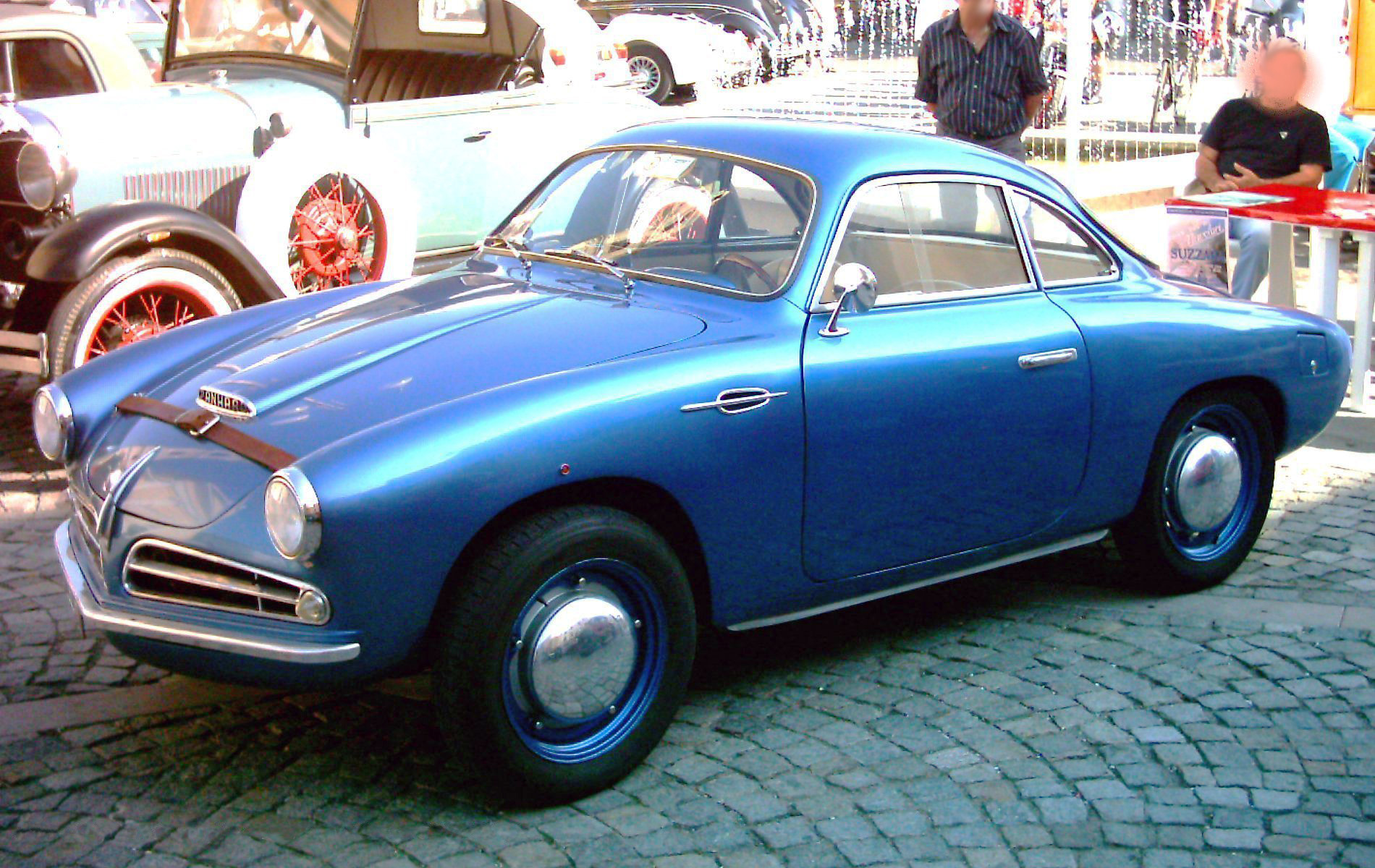
Panhard Dyna X86 Allemano

У лютому 1952 року Dyna 120 4CV X86 отримує спортивну версію з новим розподільчим валом і по карбюратору на циліндр, що збільшило потужність на 5 к. с., і тепер з 750-см3 «моторчика» знімали 38 к. с., така версія носила приставку Sprint в назві автомобіля. У квітні з'являється родстер з кузовом із прокатного листа, а не алюмінію — Dyna Junior, він оснащувався моторами моделі X86. Зовні автомобіль разюче відрізнявся від базової моделі і був побудований з ініціативи американського дилера фірми, кузова будувала фірма Di Rosa, яка незабаром стала частиною фірми Panhard.

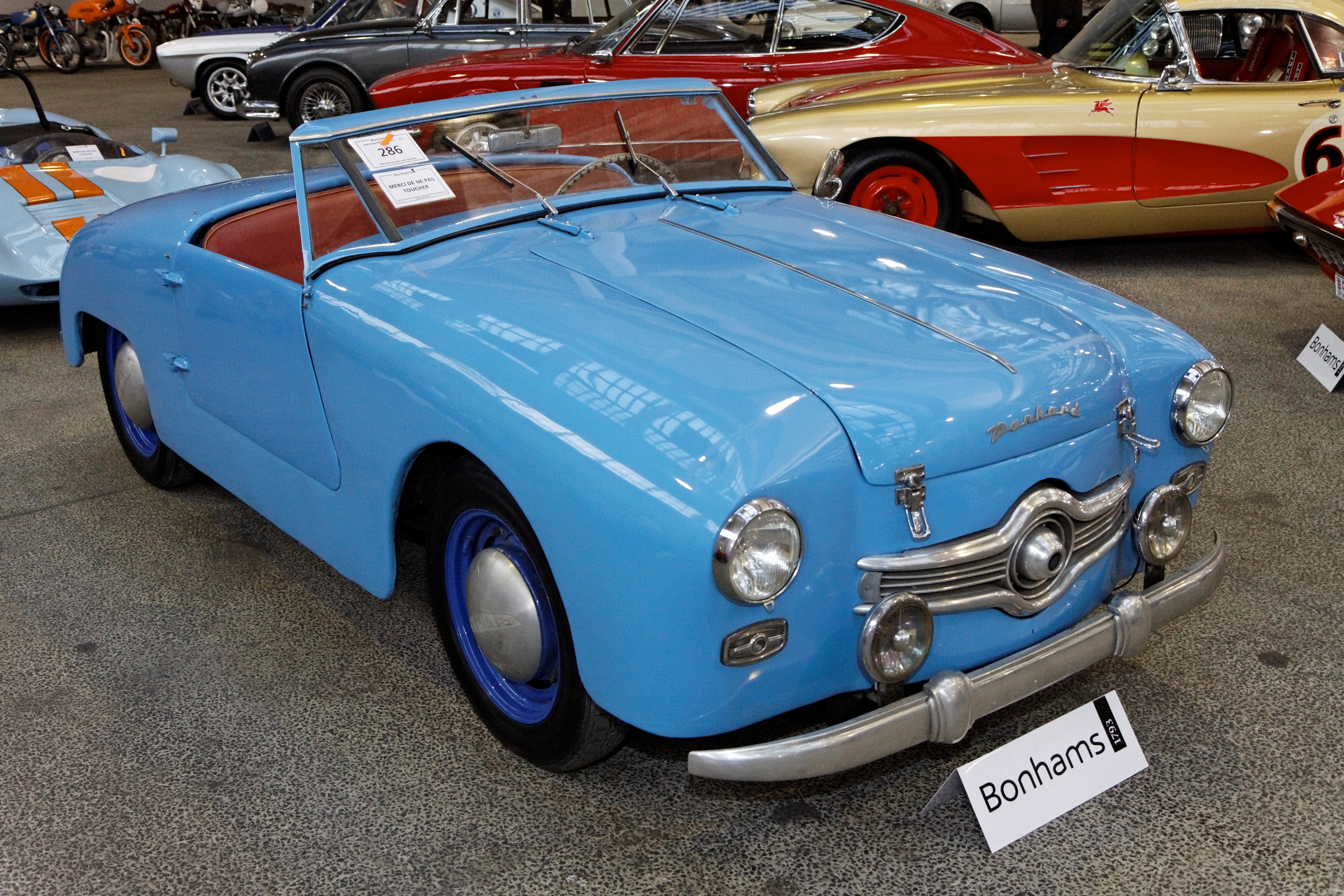
Panhard Dyna Junior 4CV

Цей автомобіль, не дивлячись на те, що не був писаним красенем, скоро став дуже популярним серед молоді, тому що мав непогані динамічні характеристики.
Через два місяці з'являється остання версія «Dyna X» — Dyna 130 5CV X87, ця модель отримала 850-кубовий мотор потужністю 40 к. с., що вже дозволило їй розвивати 130 км/год. Восени в ході співробітництва фірм Panhard і SIOP, якій належала марка Rosengart, виходить у світ модель Scarlette 5CV X90. Це був автомобіль, що складався з технічної частини Panhard Dyna X87 і з кузовом від Rosengart Ariette. Справа в тому, що SIOP бракувало грошей на запуск нової моделі, і от вирішили шляхом кооперації створити гібрид, який, однак, випускався всього кілька місяців. Зовні машини відрізнялися тільки дизайном лицьової частини, автомобіль від «Панара» отримав візитну картку у вигляді решітки радіатора з колом посередині.
У грудні цього ж року з виробництва знімають моделі Dyna 110 і Dyna 120. Цей же рік запам'ятався любителям спорту успіхами фірми на спортивному поприщі, так в Ле-Мані 1952 р. Шарль Плантіво і Робер Шансель на Panhard Dyna X86 Coupe поступилися у класі до 1,1 л тільки Огюсту Веулье і Едмонду Муше, що виступали на Porsche 356 з більш великим 1,1 л мотором, а Жан Емар і Юджин Доссо приїхали до фінішу 14-ми в загальному заліку і третіми у своєму класі взагалі на 600-кубовій машині, при тому, що з траси зійшли куди потужніші конкуренти типу Talbot-Lago T26, Aston Martin DB3, Allard J2X, Ferrari 340 America або Mercedes-Benz 300SL. До речі, роком раніше Deutsch et Bonnet з мотором Панара зайняли теж друге місце в Ле-Мані, до речі кажучи, обійшовши в загальному заліку Benley Corniche Хея і Кларка, а в класі до 750 см3, який скасували через рік, екіпаж, що складався з Жана де Монремі і Жана Емара, поступилися післявоєнному конкуренту фірми — Renault 4, правда третє місце в цьому класі теж було за машиною з «Панара», а не за «Рено».
Крім Ле-Ману автомобілі марки «Панар» виступали і в Альпійських ралі, екіпаж Рене і Жака Фабре прийшов 5-м до фінішу після екіпажу, що виступав на Jaguar XK120, але Фабре посіли друге місце у своєму класі, тому що команда з Renault випередила їх.
У 1953 році версія універсал отримала 5-дверний варіант, який стали замовляти таксофірми, в лютому з'являється 42-сильна версія Dyna Junior 5CV, разом з цим кузов родстер отримує родича у вигляді кабріолета, що поклало кінець дітищу Гайяра, бо він не був у змозі конкурувати із заводом (за ціновою ознакою), і тоді ж він почав виробляти версію купе із склопластикового кузова, яка отримала назву Panhard Arista Passy 5CV.

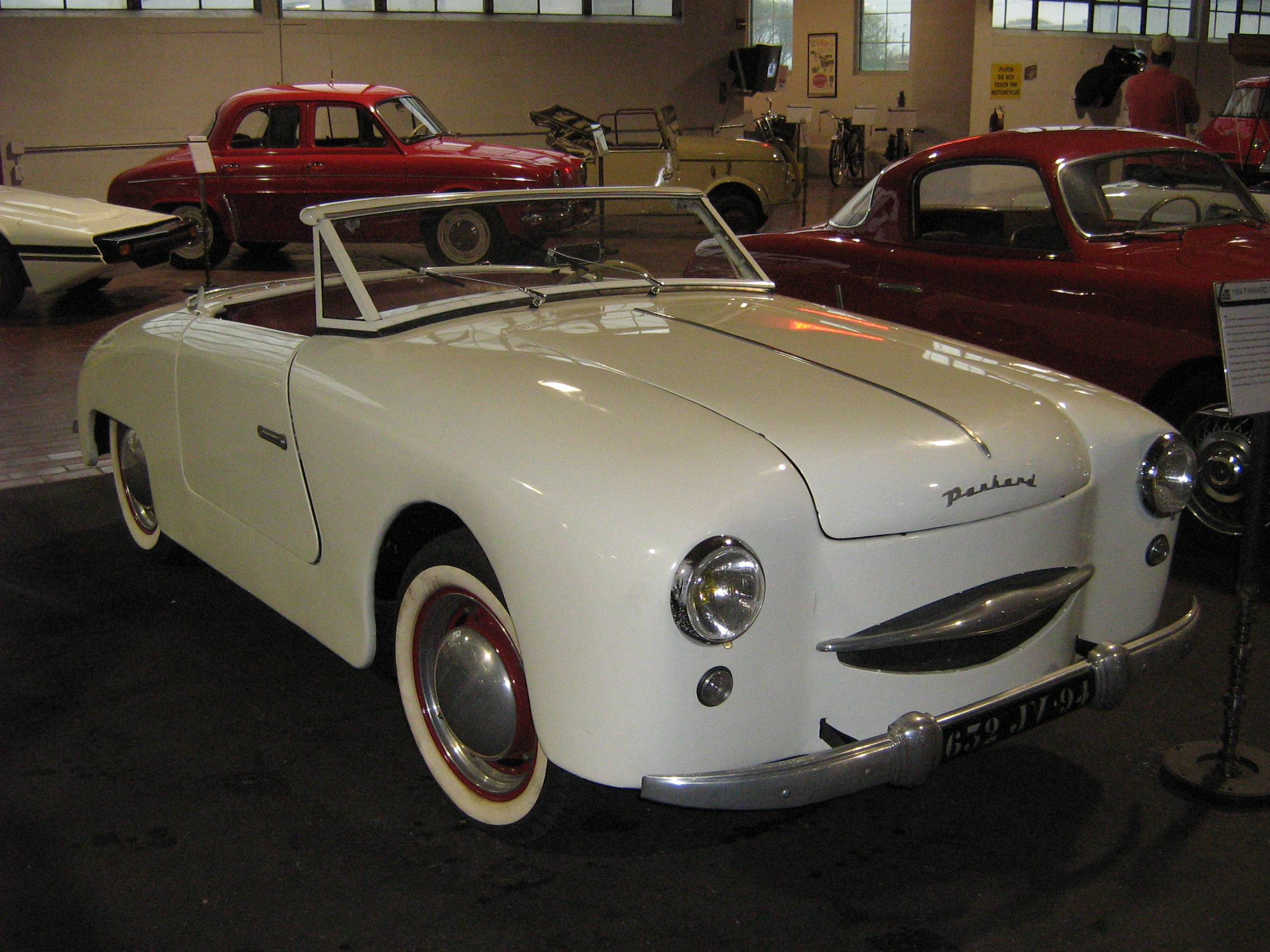
Panhard Dyna Junior 5CV Cabriolet

До речі, Dyna Junior 5CV отримав і нове оформлення лицьової частини кузова, так зникли «губи з язиком» і з'явилася мультяшна «беззуба усмішка», а через місяць після прем'єри було вирішено зробити салон автомобіля 3-місним. Тоді ж, у березні, в Женеві показали і швейцарський варіант кабріолета, що продавала фірма Völkle і будувала компанія Wendler, до речі, фірма не обмежилася тільки будівництвом нового кузова, але і подовжила шасі, зроблене з алюмінієвих сплавів, однак швейцарці змогли продати всього 23 Panhard Wendler Spezial Sport Cabriolet, що, до речі, було на 13 більше, ніж зміг продати за кілька років Гайяр своїх Callista.
У червні в Парижі була продемонстрована нова модель, яка мала несучий кузов з Х-подібними підсилювачами лонжеронів — Dyna Z. Як і колись, кузов машини був виконаний з Duralinox — сплаву алюмінію, магнію і міді. Як і колись, новий, більш об'ємний (вміщає 6 осіб), кузов був спроєктований ветераном фірми Біон (автор довоєнних Панорамік і Динамік), і якимось чином фірмі вдалося умовити виробляти панорамне скло для своїх автомобілів компанію Saint-Gobain, до речі, коефіцієнт Сх у нового авто дорівнював 0,26, що досить непогано і в наші дні. Проте, не дивлячись на інноваційний зовнішній вигляд, техніка залишилася колишньою, вірніше, вже використовувана оновленим кабріолетом.

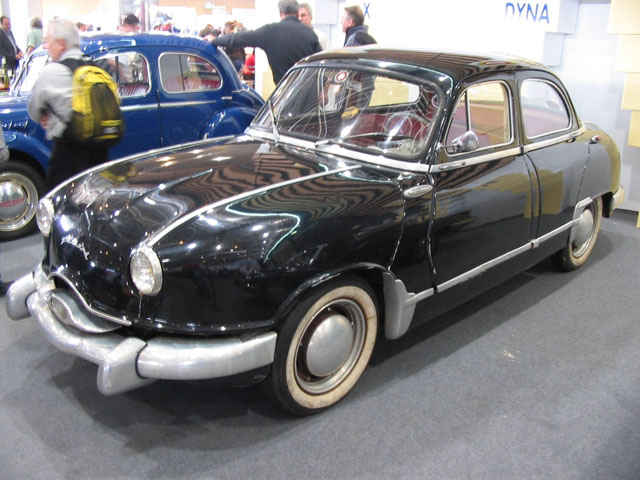
Panhard Dyna Z1 5CV

Однак нова модель вимагала модернізації заводу, і її виробництво почалося тільки в жовтні 1953 року, тоді з виробництва знімають седан Dyna 130 X87, залишаючи в серії тільки універсали і фургони старого покоління.
У цьому сезоні автомобіль фірми Deutsch et Bonnet під управлінням Рене Бонне і Андре Мойне нарешті виграє гонку Ле-Ману в своєму класі (до 750 кубів), друге місце займають Марк Гіньо і Марк Азема на такій же машині, а третє місце — за П'єром і Робером Шанселямі, які виступають на заводському Panhard. У класі до 1.1 л гонку виграють італійці на OSCA, а Шарль Плантіво та Гі Лапшен приходять другими на Panhard. Через рік спортивна слава закріпилася за командами, що виступали на Deutsch et Bonnet і Panhard. 1954 року кузовна фірма Ghia-Aigle з Лугано, що в Швейцарії, представляє ще одну версію купе, яка розійдеться тиражем в 50 автомобілів.
У 1955 році Citroen купує 25 % акцій автомобільного відділення фірми Panhard et Levassor, яка перебуває у скрутному економічному становищі. Ця кооперація допомагає, з одного боку, розширити дилерську мережу фірмі Panhard, і тим самим збільшити обсяги продажів, до речі, так і сталося, а з іншого боку — заткнути дірку в своєму модельному ряду фірмі Citroen, яка на той момент могла запропонувати своїм покупцям або ультрадешевий і примітивний 2CV, або новаторський і дорогий DS. У вересні цього року седани Dyna Z отримали опцію у вигляді електромагнітного зчеплення Ferlec, яке виробляла фірма Ferodo, а відкритий автомобіль Dyna Junior отримав як опцію нагнітач MAG, який збільшував потужність 850-кубового 2-циліндрового мотора до 60 сил, що дозволяло розганятися машині до 145 км/год.
У січні 1956 року мотор седана модернізують, потужність і об'єм залишаються тими ж, але падає витрата палива, машина тепер споживає в середньому близько 6 л бензину, разом з цим машина отримує індекс Z5, а в квітні припиняється виробництво відкритої моделі Dyna Junior, яка веде свій родовід з моделі 10-річної давності. У травні з'являється люкс-версія седана Z6, a в серпні машину знову модернізують, бо сталь падає в ціні, то економічно вигідніше використовувати її для виготовлення кузовів, що й робиться, правда поки що частково. Разом з цим машина отримує гідравлічні амортизатори, нову задню оптику, відповідно, змінюються й індекси на Z11 і Z12 залежно від комплектації, в жовтні цього року електромагнітне зчеплення пропадає зі списку опцій.
У травні 1957 року розпочалось виробництво анонсованого в Женеві роком раніше кабріолета Dyna Z15 Cabriolet Grand Standing.

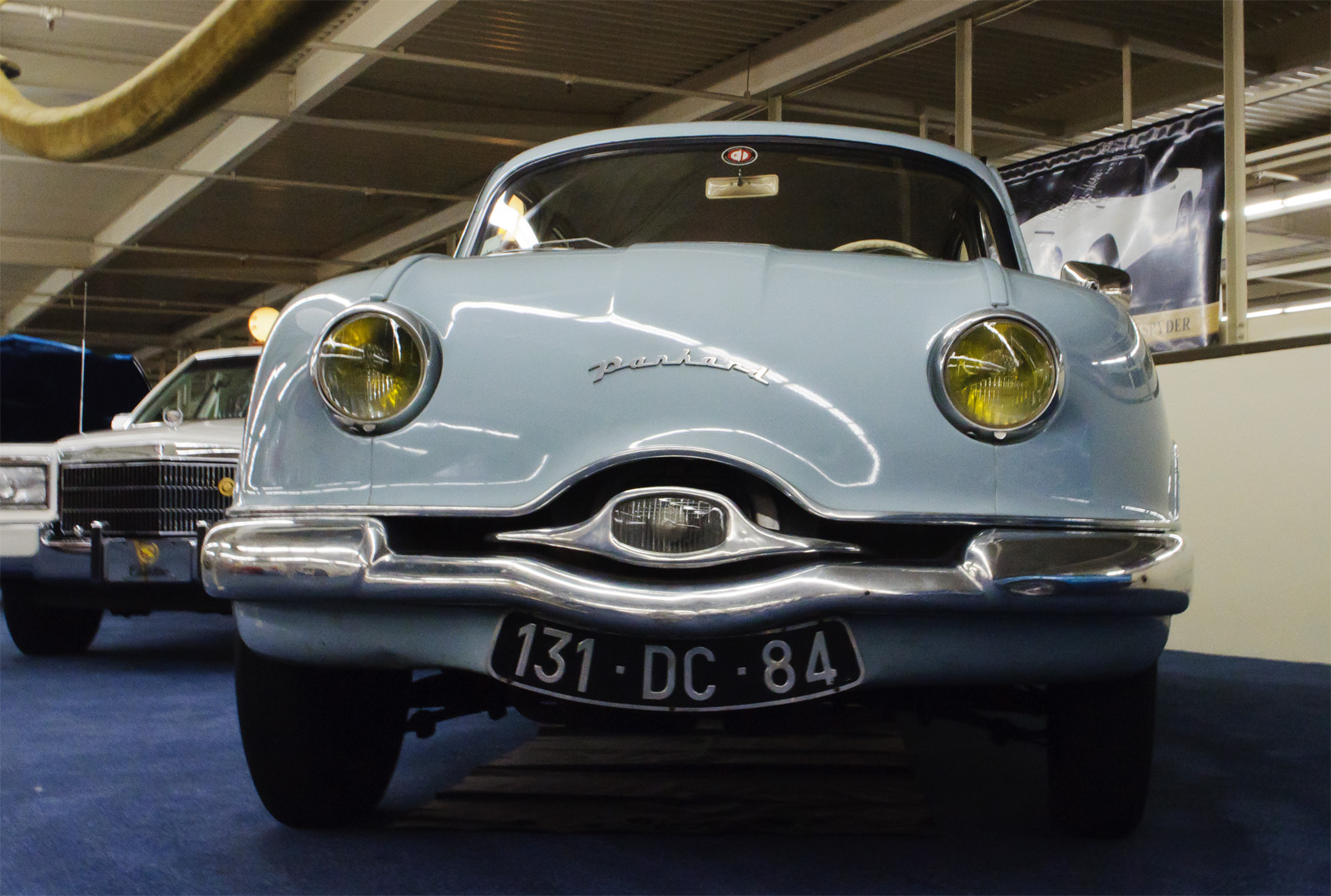
Panhard Dyna Z15 Cabriolet Grand Standing 5CV

До речі, версію Grand Standing отримує і седан Z12, який тепер відрізняється від інших варіантів покришками з білою боковиною і дахом, пофарбованим в інший колір. Восени 1958 року машини модернізуються, вони отримують нові, зменшені в діаметрі колеса, нову систему охолодження, і деякі зміни в декорі, седан отримує індекс Z16, а кабріолет — Z17, крім цих моделей намагаються реалізувати залишки старих машин, встановивши на них декор нових машин, але при цьому колеса залишаються старого розміру, і продають це все як Dyna Z18. Тоді ж запускаються в серію утилітарні версії автомобіля: фургон (Camionnette) і пікап, які носять один індекс Dyna W2.
Тим часом перехід на сталь збільшує вагу кузова, потужність мотора залишається незмінною, що позначається тепер на динамічних властивостях машини, в березні починається виробництво 850-кубового 50-сильного мотора, який допомогли модернізувати інженери з Deutsch et Bonnet, варіанти з цим мотором отримали приставку Tigre (Тигр), з ним машини були здатні розвивати 145 км/год. До речі, місяцем раніше моделі Z16 і Z17 отримали як опцію автоматичне зчеплення фірми Jaeger, яким тепер можна було комплектувати і потужніші версії автомобілів. Але наближався захід моделі Dyna Z, і незабаром він настав, в липні припинився випуск пікапів і вантажівок та седанів моделі Z11, у вересні черга дійшла і до моделей Z16, бо з'явилася заміна в особі оновленої машини, яка отримала зовсім іншу назву — PL17. Назва розшифровувалося дуже цікаво, якщо з літерним позначенням все зрозуміло — перші літери прізвищ засновників компанії, то цифра «17» виходила хитрим математичним ходом: 6 + 6 + 5, перша цифра показувала, скільки споживає бензину машина, друга — кількість місць у салоні, і остання — фіскальна потужність, з якої платили податок.

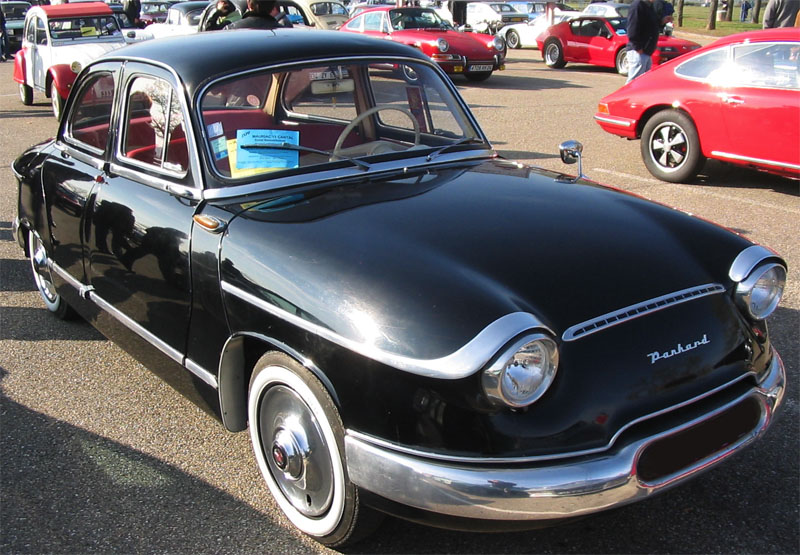
Panhard PL17 L1 Berline 5CV

Новинка, за традицією, була представлена ще влітку, але, як звичайно, в серію пішла тільки восени, по суті, це був той же Dyna Z, але з новою лицьовою і задньою частиною кузова. Одночасно з седаном почався випуск і пікапів F50/F65 (останні цифри показували, скільки машина може підняти ваги, правда без одного нуля), у той час як кабріолет зі старим дизайном випускався до квітня 1960 року. Технічно машини не зазнали змін і випускалися в двох версіях потужності: 42 к/с і 50 к/с — Tigre. У березні 1960 року з'являється кабріолет L2, з яким фірма виходить на Північноамериканський ринок.
У 1961 році машину модернізували, мотор зменшили в об'ємі всього на 3 кубика, але потужність залишилася колишньою, також не змінився крутний момент. Зовні машини стали відрізнятися тим, що передні двері стали відкриватися проти руху, в той час як до цього автомобілі цієї марки мали петлі дверей на центральній стійці. Седан отримав індекс L4, а кабріолет — L5, індекси вантажних версій залишилися колишніми.

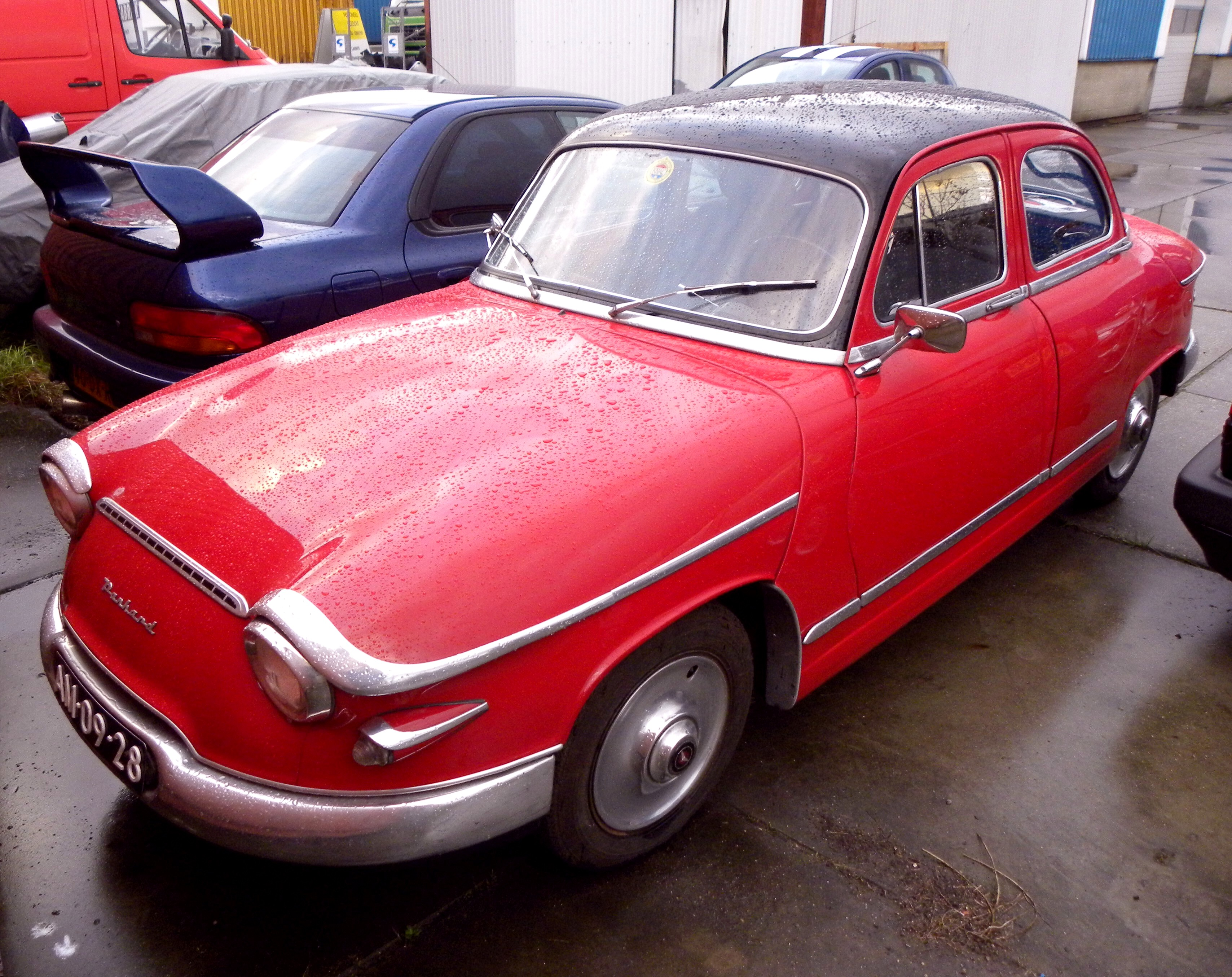
Panhard PL17 L4 Berline 5CV

Що стосовно спорту, то в цьому сезоні фірма отримує командний приз за перемогу в Монте-Карло. Першими до фінішу прийшли Марсель Мартін і Рожер Бато, але так як фінішували ще Вальтер Лофлер і Жованно Кокуйе, то командний приз і був вручений Panhard.
У 1962 році в каталогах фірми з'явилася модель CD, в її назві були заховані ініціали Шарля Дойча. Справа в тому, що Рене Бонне вирішив перейти на двигуни фірми Renault, в той час як Дойч був шанувальником 2-циліндрових моторів від Panhard, в результаті їх шляхи розійшлися і, маючи за плечима багатий досвід у модернізації машин цієї марки, було вирішено скористатися її послугами. У підсумку модель CD технічно повторювала машини PL17, але, на відміну від них, мала склопластиковий кузов купе, який дозволяв у потужнішому варіанті розвивати 180 км/год (2-циліндрова машина!), і все завдяки низькому коефіцієнту лобового опору 0,22 Сх. Така ж машина взяла участь в Ле-Мані 1962 року і перемогла у своєму класі, обійшовши творіння колишнього колеги Дойча — Бонне з моторами Рено, до речі, гоночна версія розвивала 72 к/с і розганялась до 200 км/год. Але, не дивлячись на успіх в гонках, запустити машину у виробництво вдалося тільки в квітні 1963 року.

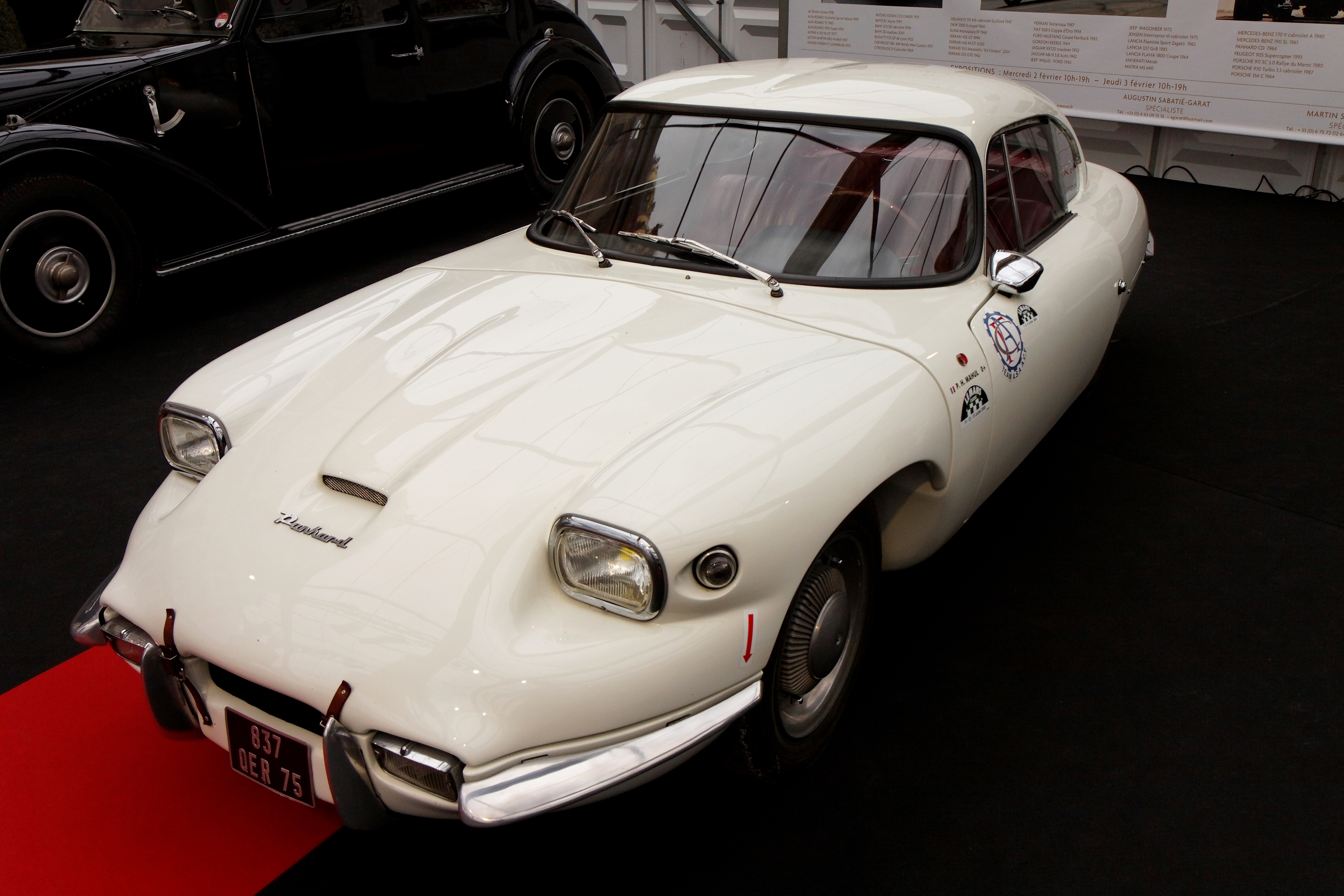
Panhard CD 5CV

Новий 1963 рік приніс з собою модернізацію моторів, тепер базовий мотор розвивав 50 сил, а версія Tigre — 60 сил. У травні запускається в серію універсал, якого чекали не перший рік, седан отримує версію Relmax S, який оснащений шкіряним салоном і забарвленням в сірий металік. Легкові версії отримують ребристі барабани гальм, ободи коліс кріпилися прямо до барабанів, ребристість була зроблена для кращого охолодження гальм. У червні 1963 року представляють нову модель — 24, яка названа на честь перемоги на 24-годинних гонках Ле-Мана. Це була красива машина, розроблена все тим же старим дизайнером, кузов був тільки дводверним, з посадочною формулою «2+2». Версія з 50-сильним мотором мала індекс 24C, з 60-сильним мотором — 24CT.

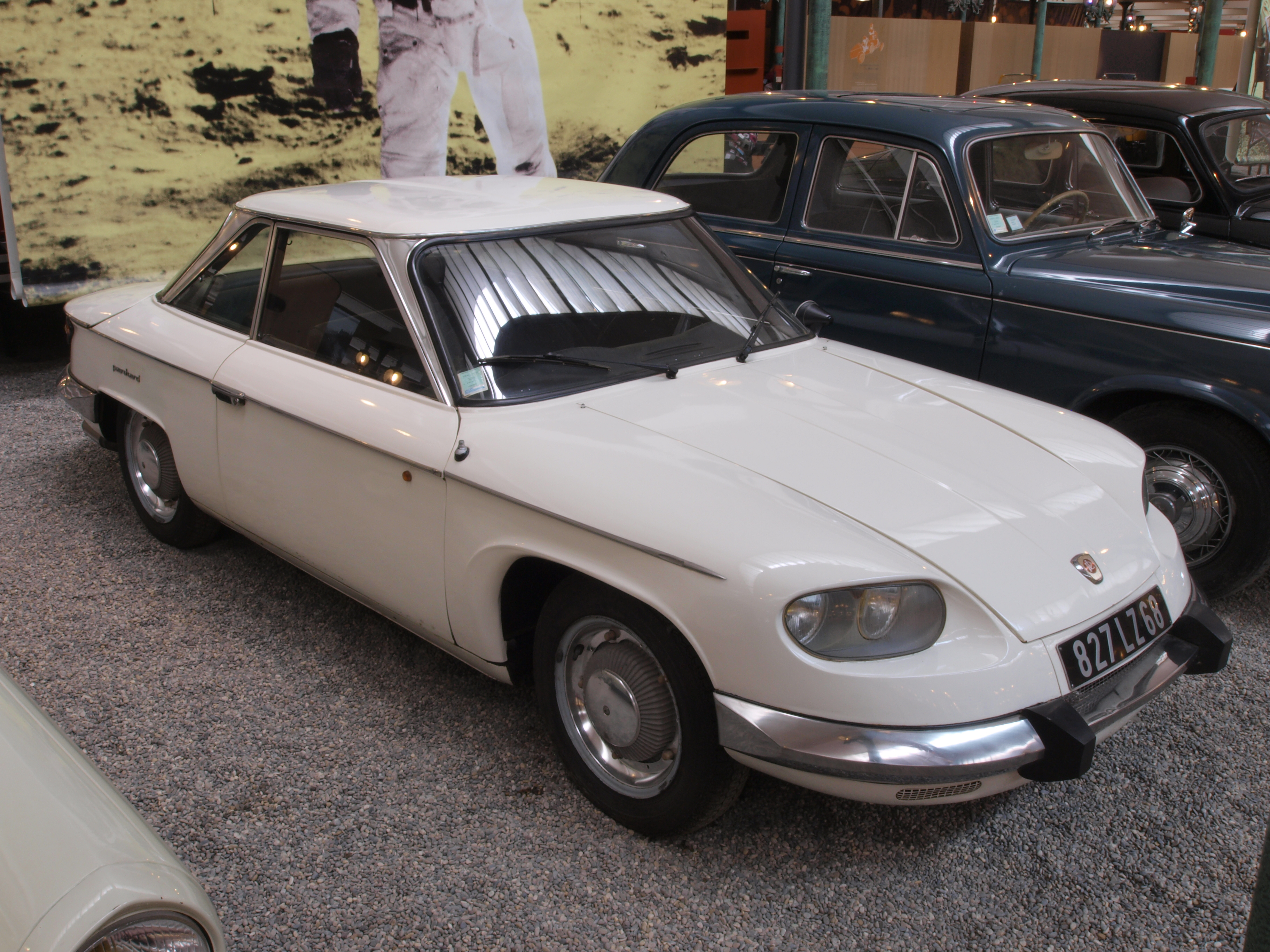
Panhard 24CT

У 1964 році модель PL17 перейменовується, тепер 50-сильна версія седана називається L6 17B, 60-сильна — L7 17BT, і універсал — L9 17. Тоді ж з'являється 2-дверний седан 24B і 24BT зі збільшеною базою коліс, що дозволило вмістити без зусиль 4-х дорослих пасажирів. Варіант купе з 50-сильним мотором припинили випускати. На жаль, компаньйони з Citroen заборонили випускати 4-дверну версію, боячись конкуренції зі своїм Citroën ID, також був поставлений хрест на версіях з кузовом універсал і кабріолет. Ще один удар припав по спортивній програмі, організатори перегонів у Ле-Мані заборонили участь машин з мотором менше 1.1 л, а спортивна версія CD мала всього 900 кубиків, правда оснащена компресорами (що підвищувало коефіцієнт об'єму двигуна) машина Panhard CD LM64, яка мала рівень лобового опору всього 0,12 Сх, на рівну конкурувала по прямій з багатолітровими Ford GT, Ferrari, Porsche і Jaguar, але, на жаль, до фінішу ця машина так і не дійшла.

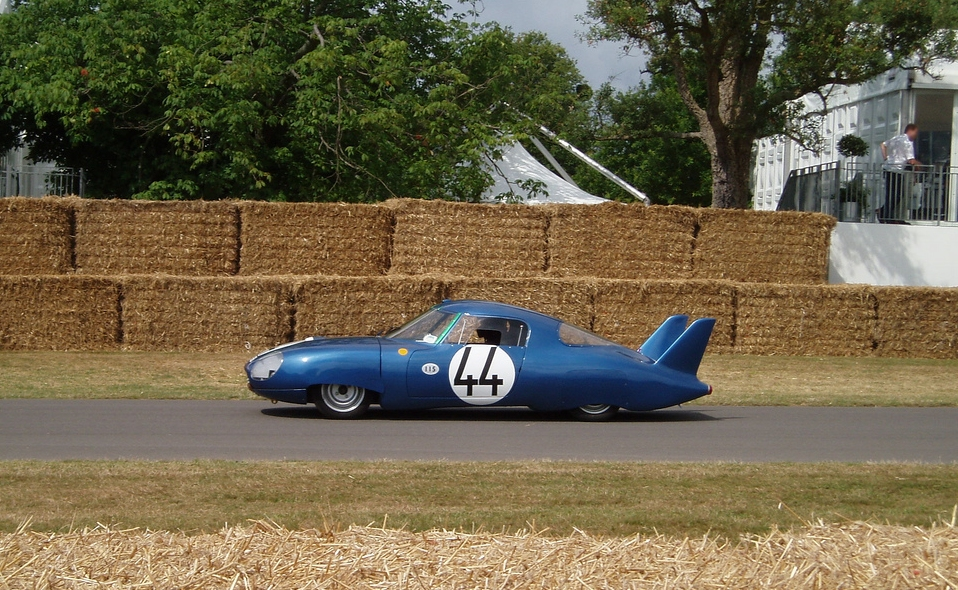
Panhard CD LM64

## Panhard у складі компанії Citroën. Закриття автомобільного виробництва
У 1965 році Citroen викуповує автомобільний підрозділ фірми, стаючи повновладним господарем, Поль Панар йде на пенсію. Модель 17 знімають з виробництва, а старша модель — 24 з 60-сильним мотором, отримує дискові гальма передніх коліс, крім цього йдуть роботи над 4-циліндровим опозитним мотором повітряного охолодження для майбутнього приймача моделі 17. Через рік з'являється версія 24BA — максимально здешевлений варіант седана, однак, він не має популярності, і її вибрав всього 161 покупець, в той час як найдорожчий 24BT розійшовся тиражем в 10 649 примірників.
Але 20 липня 1967 року керівництво Сітроена оголошує про припинення виробництва легкових автомобілів найстарішої марки світу, зроблено це було не тому, що машини не мали збуту або були застарілими, а з банальної причини: були потрібні площі для виробництва фургонів на базі Citroen 2CV. Але марка Panhard залишається існувати у вигляді військової колісної техніки. А напрацювання легкового відділення фірми чітко видні в продукції фірми Citroen, так фари схожі на Panhard 24 з'являються на Citroen DS після модернізації в 1967 році, а через три роки виходить у світ Citroen GS з 4-циліндровим опозитним мотором повітряного охолодження.

## Panhard General Defense. Виробництво військової техніки

Логотип Panhard General Defense

Що стосовно бренду, то в 1974 році Citroen був куплений компанією Peugeot, і в 1979 році, коли був придбаний європейський філіал фірми Chrysler, була можливість воскресити старовинний бренд, але PSA зупинилося на назві Talbot. У січні 2005 року фірму Panhard викупила фірма Auverland, і в кінці року Auverland перейменовується в Panhard General Defense, використовуючи розкручене ім'я. Сьогодні, крім колісної бронетехніки, вона випускає ще й армійські позашляхові броньовики на базі Steyr G і Land Rover Defender з використанням французьких вузлів.

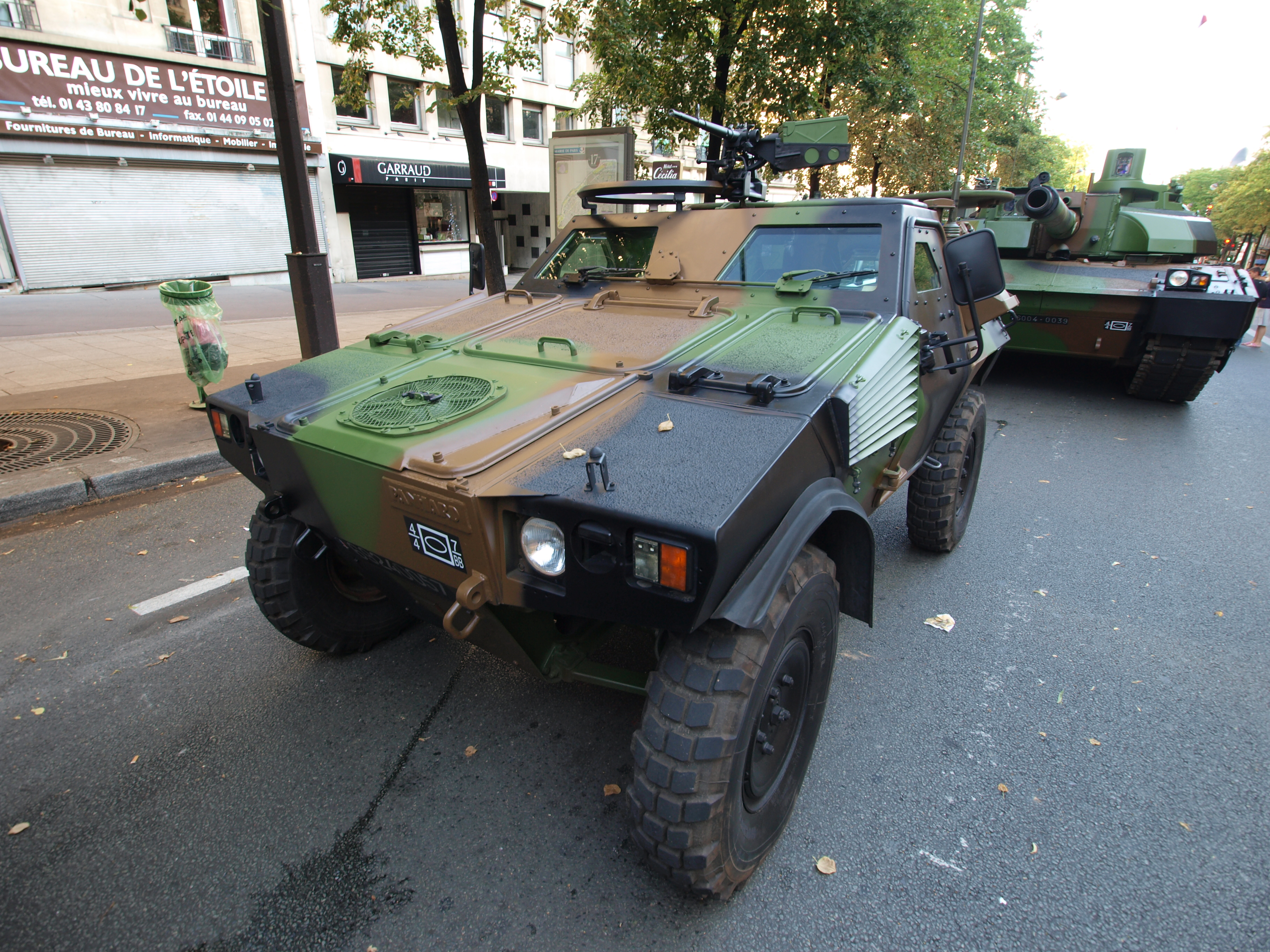
Panhard VBL

## Список автомобілів Panhard
- 1891 — Panhard et Levassor P2D
- 1895 — Panhard et Levassor 4HP
  - Panhard et Levassor Type А
- 1900 — Panhard et Levassor Type B
- 1903 — Panhard et Levassor 8НР
  - Panhard et Levassor Туре U
- 1904 — Panhard et Levassor Туре Q
- 1907 — Panhard et Levassor Тур U2 18/30HP
- 1910 — Panhard et Levassor 10НР
  - Panhard et Levassor Туре Х5 12НР
  - Panhard et Levassor Туре Х12 22НР
  - Panhard et Levassor Туре Х8 18НР
  - Panhard et Levassor 75НР
  - Panhard et Levassor Туре Х17 15НР
  - Panhard et Levassor Туре Х19 15НР
  - Panhard et Levassor Туре Х26 16НР
- 1919 — Panhard et Levassor 10CV
- 1922 — Panhard et Levassor X37 10CV
  - Panhard et Levassor X36 16CV
  - Panhard et Levassor X38 32CV
- 1925 — Panhard et Levassor X49 Sport SS 20CV
- 1926 — Panhard et Levassor Monoplace 35CV
  - Panhard et Levassor X57 16CV
  - Panhard et Levassor X59 10CV
  - Panhard et Levassor X63 12CV
- 1929 — Panhard et Levassor X66 6DS 20CV
  - Panhard et Levassor X67 8DS 29CV
- 1931 — Panhard et Levassor Х68 6CS 13HP
- 1932 — Panhard et Levassor X69 6CS RL 14CV
  - Panhard et Levassor X66 6DS RL 23CV
- 1934 — Panhard & Levassor Panoramique X72 6CS RL 14CV
  - Panhard & Levassor Panoramique X73 6DS 27CV
  - Panhard & Levassor Panoramique X74 8DS 29CV
- 1936 — Panhard & Levassor Dynamic 130 14CV X76
  - Panhard & Levassor Dynamic 140 16CV X77
- 1937 — Panhard & Levassor Dynamic 160 22CV X80
- 1939 — Panhard & Levassor Dynamic X81
  - Panhard & Levassor Dynamic X82
- 1946 — Panhard Dyna 100 X84
- 1949 — Panhard Dyna 110 X85
- 1950 — Panhard Dyna 120 X86
- 1951 — Panhard Dyna Break X187
- 1952 — Panhard Dyna Junior
  - Panhard Scarlette
  - Panhard Dyna 130 X87
- 1954 — Panhard Dyna Z1
- 1956 — Panhard Dyna Z5
  - Panhard Dyna Z6
  - Panhard Dyna Z11
  - Panhard Dyna Z12
- 1957 — Panhard Dyna Z15
- 1958 — Panhard Dyna Z16
  - Panhard Dyna Z17
  - Panhard Dyna Z18
  - Panhard Dyna W2
- 1959 — Panhard PL17
  - Panhard F50
  - Panhard F65
- 1962 — Panhard CD
- 1963 — Panhard 24